# 公衆衛生
公衆衛生（こうしゅうえいせい、英: Public health）とは、「社会、組織、公的・私的機関、地域社会、個人の組織的な努力と十分な情報に基づく選択を通じて、疾病を予防し、生命を延長し、健康を促進する科学と技術」である。個体群の健康の決定要因とそれが直面する脅威を分析することが、公衆衛生の基礎となる。公衆は、少人数でも、村や都市全体でもよく、パンデミックの場合は、いくつかの大陸を含むこともある。健康の概念は、身体的、心理的、社会的な幸福を考慮に入れている。
公衆衛生は、学際的な分野である。例えば、疫学、生物統計学、社会科学、健康サービスの管理などが関連している。その他の重要なサブフィールドには、環境衛生、コミュニティヘルス、行動健康、医療経済学、公共政策、メンタルヘルス、健康教育、健康政治、労働安全衛生、障害、口腔衛生、健康におけるジェンダー問題、性と生殖に関する健康などがある。公衆衛生は、プライマリケア、セカンダリケア、高度医療とともに、国のヘルスケアシステム全体の一部を構成している。公衆衛生は、症例や健康指標のサーベイランス、および健康的な行動の促進を通じて実施されている。一般的な公衆衛生の取り組みには、手洗いや母乳育児の推進、予防接種の実施、屋内および屋外の換気と空気質の改善、自殺予防、禁煙、肥満教育、ヘルスケアへのアクセシビリティの向上、性感染症の蔓延を抑制するためのコンドームの配布などがある。
先進国と発展途上国の間、また発展途上国内においても、ヘルスケアと公衆衛生イニシアチブへのアクセスには大きな格差が存在している。発展途上国では、公衆衛生のインフラがまだ形成段階にある。訓練を受けた医療従事者、資金的なリソース、場合によっては基本的な医療や病気予防を提供するのに十分な知識が不足しているかもしれない。発展途上国における主要な公衆衛生上の懸念事項は、栄養失調と貧困に悪化され、公衆衛生政策の実施に消極的な政府と結びついた、母体と小児の健康の劣悪さである。
人類の文明の始まりからコミュニティは集団レベルで健康を促進し、疾病と戦ってきた。複雑な、前工業化社会においては、健康リスクを軽減するために設計された介入は、軍の将軍、聖職者、統治者など、さまざまな利害関係者の主導によるものだった可能性がある。大英帝国は、世界で最初の近代的な都市国家であったという事実により、19世紀に始まり、公衆衛生イニシアチブの発展におけるリーダーとなった。当初出現し始めた公衆衛生の取り組みは、衛生設備(例えば、リバプールとロンドンの下水道システム)、感染症の管理(ワクチン接種と検疫を含む)、統計学、微生物学、疫学、工学などのさまざまな科学のインフラの進化に焦点を当てていた。

## 定義と目的

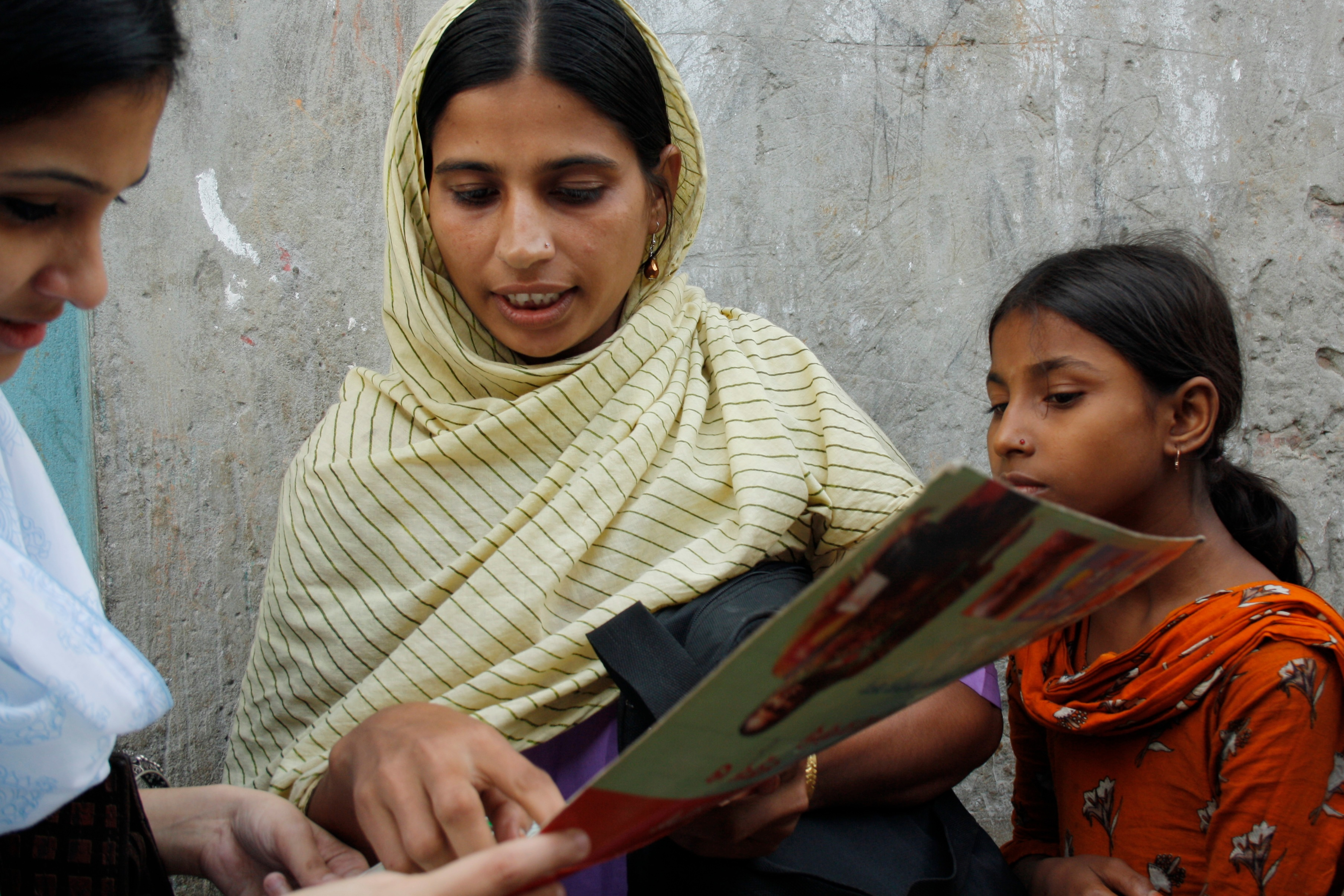
バングラデシュのダッカのスラム、コライル・バスティでの地域保健ワーカー

### 定義
公衆衛生は、「疾病予防の科学と芸術」、社会、組織(公的および私的)、コミュニティ、個人の組織的な努力と情報に基づいた選択を通じて、生命を延長し、生活の質を向上させることと定義されている。「公衆」は、一握りの人々から村や都市全体まで小さくも大きくもなり得る。「健康」の概念は、身体的、心理的、社会的なウェルビーイングを考慮に入れている。そのため、世界保健機関によると、「健康とは、病気や虚弱がないというだけでなく、身体的、精神的、社会的に完全に良好な状態である」。

### 関連用語

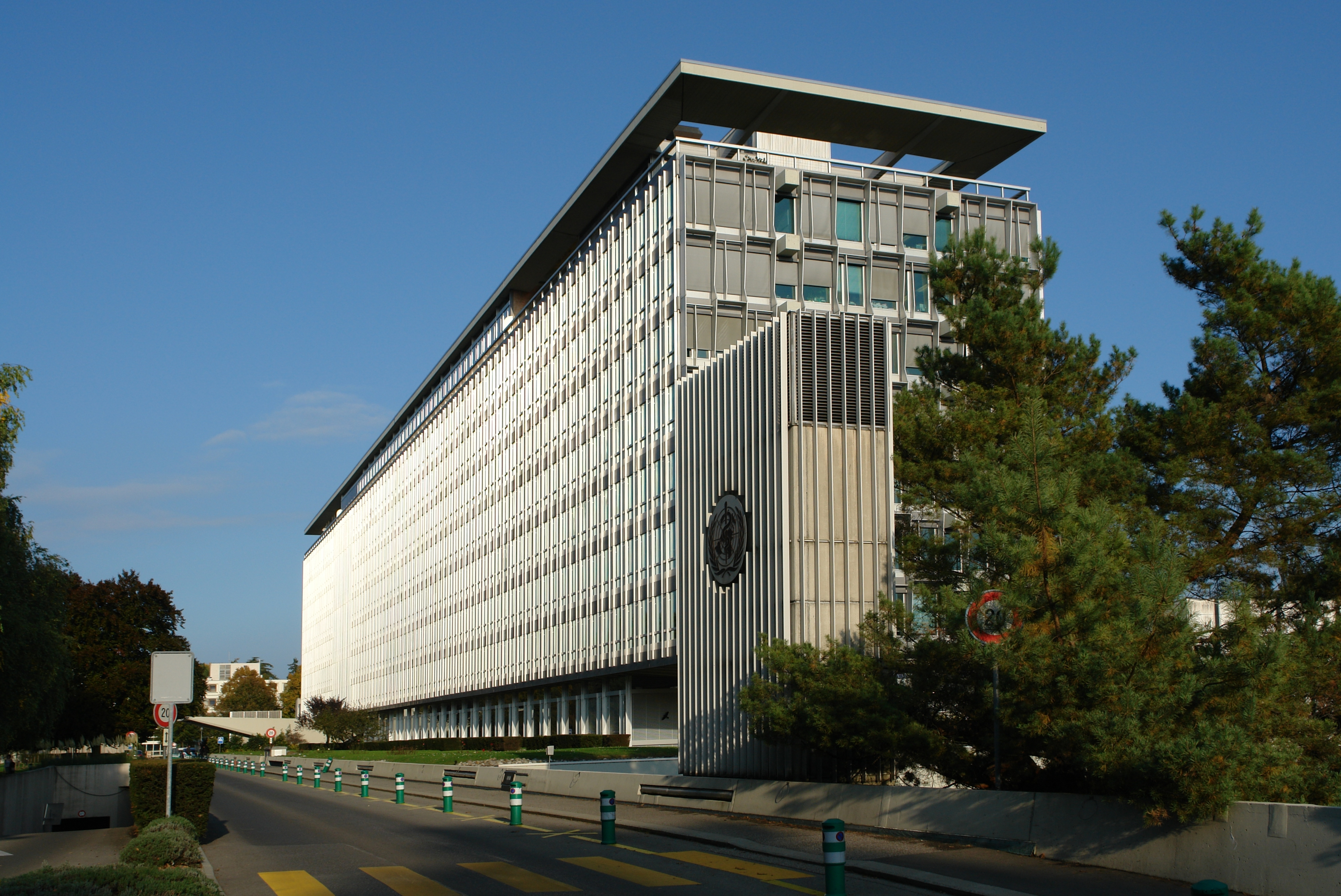
WHOは、グローバルヘルスに関連する主要な機関である。

公衆衛生は、世界的な文脈での集団の健康であるグローバルヘルスと関連している。それは、「世界中のすべての人々の"全ての人の健康"を改善し、公平性を達成することを優先する研究、研究、実践の領域」と定義されている。国際保健は、通常、公衆衛生を重視し、地域または国境を越えた健康を扱うヘルスケアの分野である。公衆衛生は、公的ヘルスケア(公的資金による医療)と同じではない。
「予防医学」という用語は、公衆衛生と関連している。米国予防医学委員会は、予防医学を宇宙医学、産業保健、公衆衛生および一般予防医学の3つのカテゴリーに分けている。ジャン、ボリス、ラシュニアックは、予防医学は公衆衛生の医学的専門分野と見なされるべきだと主張しているが、米国予防医学会と米国予防医学委員会は「公衆衛生」という用語を目立って使用していないと指摘している(p1)。予防医学の専門家は、臨床医として訓練を受け、疾病予防プログラムの必要性を評価し、それらを実施するための最良の方法を使用し、その有効性を評価するなど、集団の複雑な健康ニーズに対処する(pp1,3)。
1990年代以降、公衆衛生の多くの学者が「集団の健康」という用語を使用している(p3)。集団の健康に直接関連する医学的専門分野はない(p4)。ヴァレスは、健康の公平性の考慮は、集団の健康の基本的な部分であると主張している。コゴンやピエルケなどの学者は、富の分配の一般的な問題を集団の健康に持ち込むことに懸念を表明している。ピエルケは、集団の健康における「ステルス的な問題提唱」を懸念している(p163)。ジャン、ボリス、ラシュニアックは、集団の健康を、予防医学という専門分野を通じて実践される公衆衛生と呼ばれる活動の目標である概念と考えている(p4)。
ライフスタイル医学は、個人のライフスタイルの修正を使用して疾病を予防または回復させるものであり、予防医学と公衆衛生の構成要素と見なすことができる。それは、それ自体が専門分野ではなく、プライマリケアの一部として実施されている(p3)。ヴァレスは、社会医学という用語は、集団の健康という用語よりも狭く、より生物医学的な焦点を持っていると主張している(p7)。

### 目的
公衆衛生的介入の目的は、疾病、怪我、その他の健康状態を予防し、緩和することである。全体的な目標は、集団の健康を改善し、平均寿命を延ばすことである。

### 特徴と構成要素
公衆衛生は複雑な用語であり、多くの要素と異なる実践で構成されている。それは、多面的で学際的な分野である。例えば、疫学、生物統計学、社会科学、健康サービスの管理などが関連している。その他の重要なサブフィールドには、環境衛生、コミュニティヘルス、行動健康、医療経済学、公共政策、メンタルヘルス、健康教育、健康政治、労働安全衛生、障害、健康におけるジェンダー問題、性と生殖に関する健康などがある。
現代の公衆衛生実践には、公衆衛生の労働者と専門家の学際的なチームが必要である。チームには、疫学者、生物統計学者、医師助手、公衆衛生看護師、助産師、医療微生物学者、薬剤師、経済学者、社会学者、遺伝学者、データマネージャー、環境衛生士(公衆衛生監視員)、生命倫理学者、ジェンダーの専門家、性と生殖に関する健康の専門家、医師、獣医師などが含まれる可能性がある。
公衆衛生の要素と優先事項は時間とともに進化してきており、現在も進化し続けている。世界の異なる地域では、ある時点で異なる公衆衛生上の関心事を持つ可能性がある。
一般的な公衆衛生の取り組みには、手洗いや母乳育児の推進、予防接種の実施、自殺予防、禁煙、肥満教育、ヘルスケアへのアクセシビリティの向上、性感染症の蔓延を抑制するためのコンドームの配布などがある。

## 方法

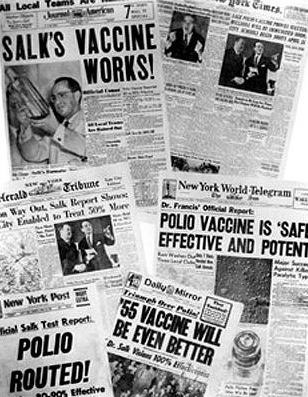
世界各地の新聞のポリオワクチン試験に関する見出し(1955年4月13日)

公衆衛生の目的は、症例の監視、健康的な行動の促進、コミュニティや環境の整備によって達成される。集団の健康の決定要因とそれが直面する脅威を分析することが、公衆衛生の基礎となる。
多くの疾病は、単純な非医学的方法で予防可能である。例えば、研究によると、手洗いという単純な行為で、多くの伝染性疾患の蔓延を防ぐことができる。他の場合では、感染症の発生時や食品汚染、水質汚染による他者への感染を防ぐために、疾病の治療や病原体の管理が重要になる可能性がある。公衆衛生コミュニケーションプログラム、予防接種プログラム、コンドームの配布は、一般的な予防的公衆衛生対策の例である。
公衆衛生は、プライマリケア、セカンダリケア、三次医療とともに、国のヘルスケアシステム全体の一部を構成している。食品安全性の監視、コンドームの配布、伝染性疾患予防のための注射針・注射筒交換プログラムなど、公衆衛生の対象となる多くの介入は、医療施設以外で提供されている。公衆衛生は、地域の保健システムや非政府組織を通じて、途上国と先進国の両方において、疾病予防の取り組みにおいて重要な役割を果たしている。
公衆衛生には、リスク、脆弱性、曝露に地理的な側面が含まれるため、地理情報システム(GIS)が必要である。

## 倫理

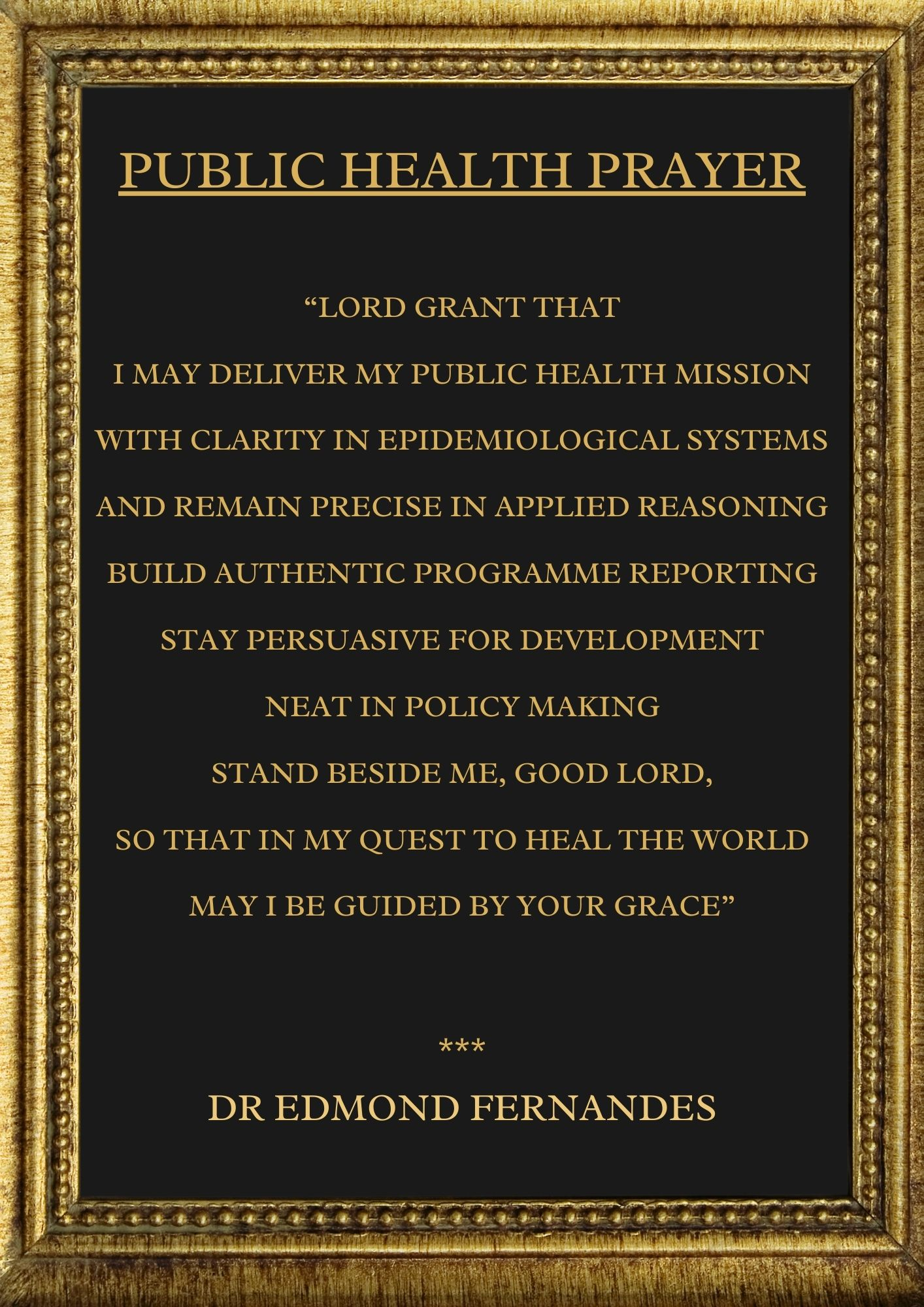
公衆衛生のための祈り - エドモンド・フェルナンデス博士

公衆衛生倫理のジレンマの1つは、個人の権利と健康権の最大化との対立に対処することである(p28)。公衆衛生は、帰結主義的な功利主義の考え方によって正当化されるが(p153)、自由主義、義務論、原則主義、リバタリアニズムの哲学によって制約され、批判されている(pp99,95,74,123)。スティーブン・ホランドは、公衆衛生の問題に関する立場を正当化するための特定のフレームワークを見つけるのは簡単かもしれないが、正しいアプローチは状況を最もよく説明するフレームワークを見つけ、それが公衆衛生政策について何を意味するのかを見ることだと主張している(p154)。
健康の定義は曖昧であり、多くの概念化がある。公衆衛生の実践者による健康の定義は、一般の人々や臨床医の定義とは著しく異なる可能性がある。このため、公衆の間で公衆衛生介入の背後にある価値観が異質なものと見なされ、特定の介入に対する公衆の間での反感を引き起こす可能性がある(p230)。このような曖昧さは、ヘルスプロモーションにとって問題となる可能性がある(p241)。批評家は、公衆衛生は集団レベルで作用する要因を犠牲にして、健康に関連する個人的な要因により焦点を当てる傾向があると主張している(p9)。
歴史的に、公衆衛生キャンペーンは、健康に焦点を当てるのではなく、道徳的な性質を持つ「ヘルシズム」の一形態として批判されてきた。医師のペトル・シュクラバネクとジェームズ・マコーミックは、1980年代後半から1990年代初頭にかけて、この話題に関する一連の出版物を発表し、イギリスの「国民の健康(the Health of The Nation)」キャンペーンを批判した。これらの出版物は、ライフスタイルの介入とスクリーニングプログラムを支持するために、公衆衛生運動による疫学と統計学の乱用を暴露した(p85)。健康への恐怖心を植え付けることと個人の責任の強い概念の組み合わせは、感情的または社会的要因を考慮せずに個人を物象化する「健康ファシズム」の一形態として、多くの学者によって批判されている(p8)(p7)(p81)。

## 優先分野

### 元の重点分野

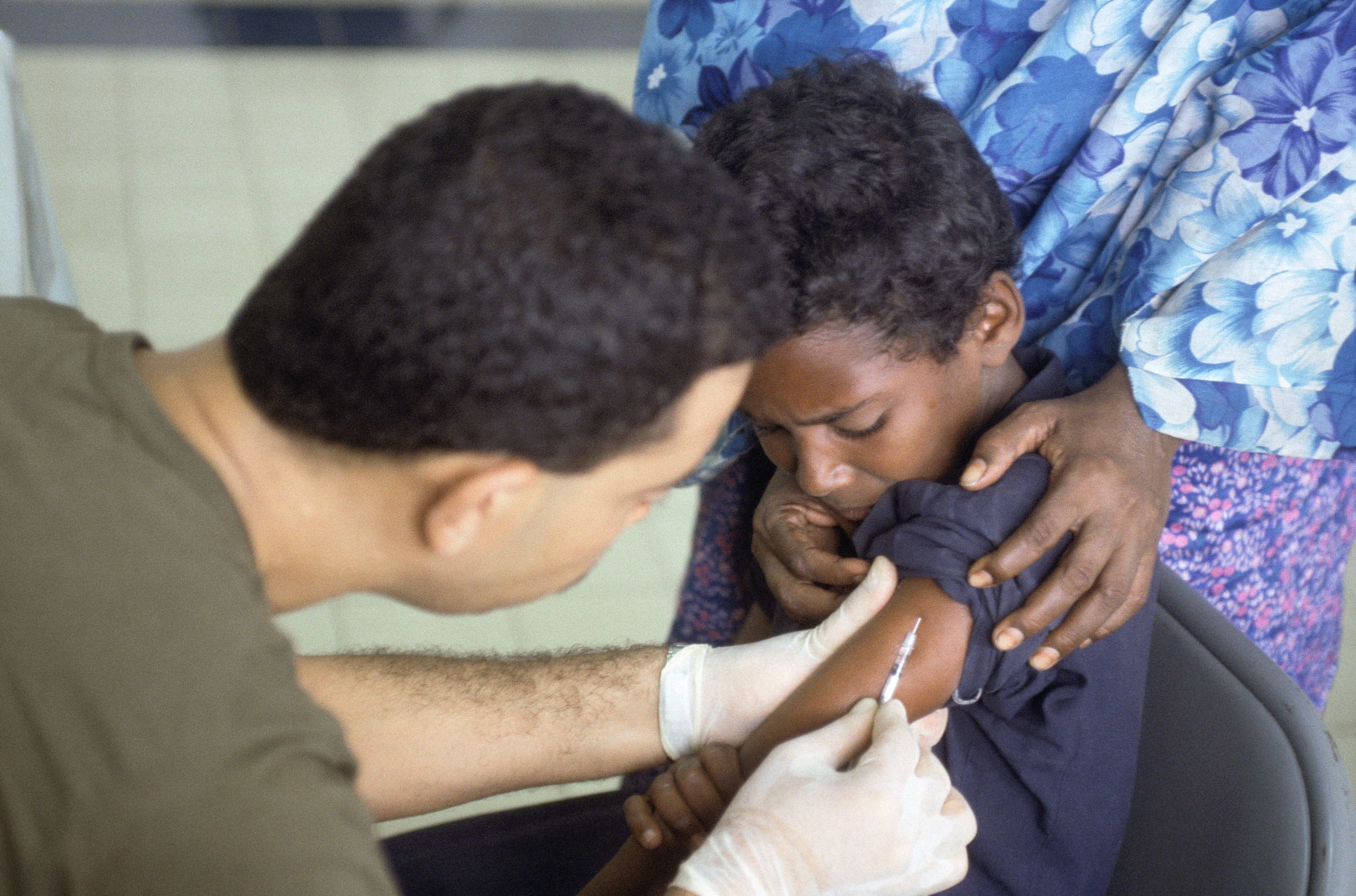
ソマリア人の少年に不活化ポリオワクチンを接種する(モガディシュ、1993年)。

近代(18世紀以降)のイギリスで公衆衛生の取り組みが出現し始めたとき、公衆衛生には国家統治に関連する3つの核となる分野があった。清潔な水の供給と衛生設備(例えば、ロンドンの下水道システム)、感染症の管理(予防接種と検疫を含む)、統計学、微生物学、疫学、工学などのさまざまな科学のインフラの進化である。大英帝国は、その時代に必要に迫られて公衆衛生の発展をリードしていた。大英帝国は最初の近代的な都市国家であった(1851年までに、人口の半分以上が2000人以上の居住地に住んでいた)。これは、ある種の苦痛につながり、それが公衆衛生の取り組みにつながった。後にその特定の懸念は薄れていった。

### 重点分野の変化と範囲の拡大
疫学的転換の開始とともに、20世紀を通じて感染症の有病率が低下するにつれて、公衆衛生はがんや心臓病などの慢性疾患により焦点を当てるようになった。多くの先進国では、予防法を用いて乳児死亡率を劇的に減少させる取り組みがすでに行われていた。イギリスでは、乳児死亡率は1870年の15%以上から1930年までに7%に低下した。

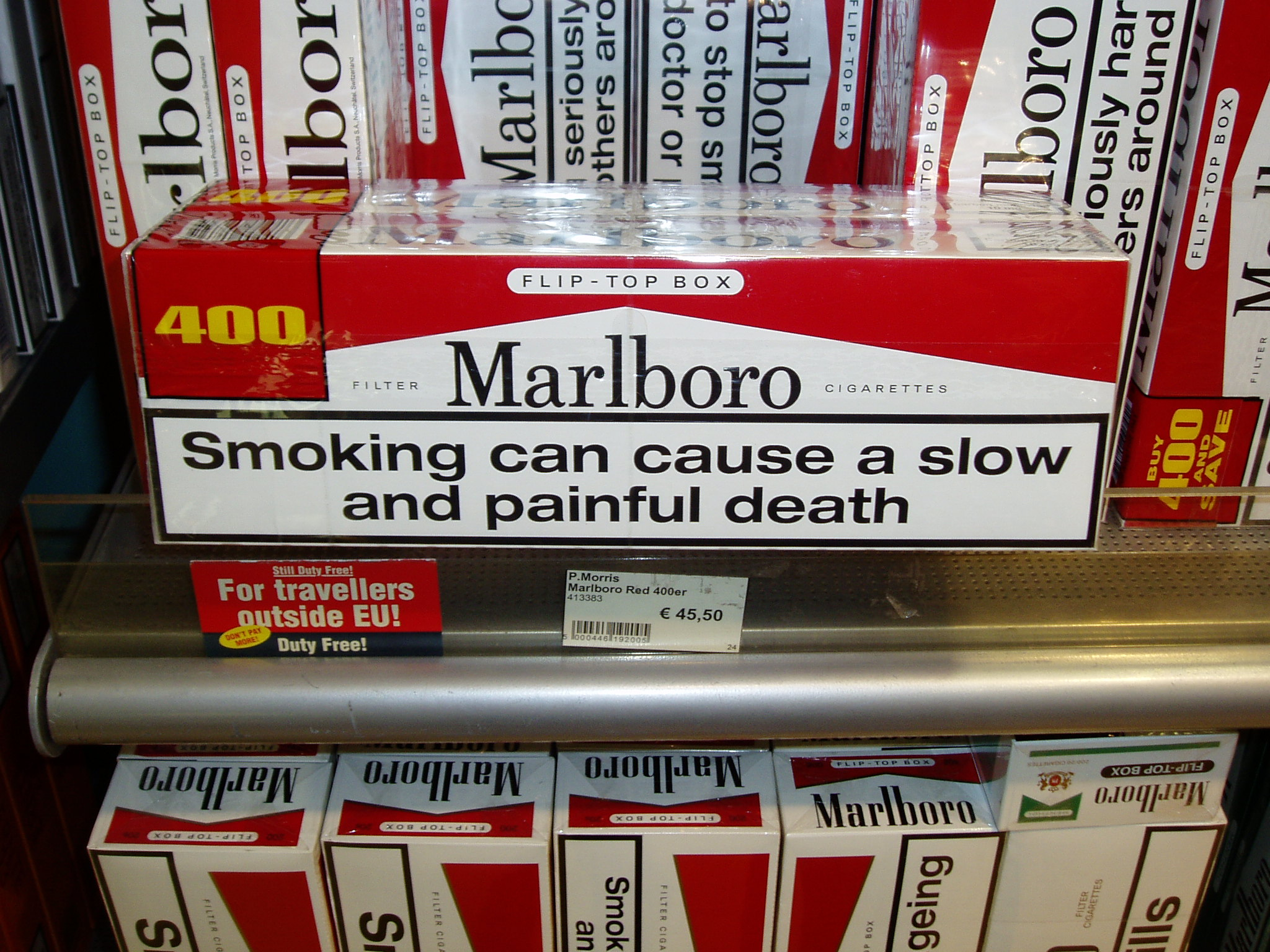
反喫煙キャンペーンの一環としての煙草パッケージの警告

発展途上国における主要な公衆衛生上の懸念事項は、栄養失調と貧困に悪化された、母体と子供の健康の劣悪さである。WHOは、生後6ヶ月間の完全母乳育児の欠如が、毎年100万人以上の回避可能な子供の死亡に寄与していると報告している。
公衆衛生のサーベイランスにより、今日世界が直面している多くの公衆衛生問題が特定され、優先順位が付けられてきた。それには、HIV/AIDS、糖尿病、水系感染症、人獣共通感染症、抗菌薬耐性による結核などの感染症の再出現などがある。抗菌薬耐性は、薬剤耐性とも呼ばれ、2011年世界保健デーのテーマであった。
例えば、WHOは、世界中で少なくとも2億2000万人が糖尿病に罹患していると報告している。その発生率は急速に増加しており、2030年までに糖尿病による死亡者数が2倍になると予測されている。医学雑誌『ランセット』の2010年6月の社説で、著者らは、「ほとんど予防可能な疾患である2型糖尿病が流行になったという事実は、公衆衛生の屈辱である」と述べている。2型糖尿病のリスクは、肥満の増加問題と密接に関連している。WHOの最新の推定値2016年現在は、2014年には世界的に約19億人の成人が過体重であり、5歳未満の子供4100万人が過体重であったことを強調している。かつては高所得国の問題と考えられていたが、現在では低所得国、特に都市部で増加している。
多くの公衆衛生プログラムは、健康的な食事と身体運動を含む根本的な原因に取り組むことを目的として、肥満の問題により多くの注意とリソースを振り向けている。国立保健医療研究所(NIHR)は、地方自治体が肥満に取り組むためにできることに関する研究のレビューを発表している。このレビューでは、食環境(人々が何を購入し、何を食べるか)、建造および自然環境、学校、コミュニティにおける介入、並びにアクティブトラベル、レジャーサービスおよび公共スポーツ、体重管理プログラム、システム的アプローチに焦点を当てた介入について取り上げている。
健康の社会的決定要因によって引き起こされる健康格差も、公衆衛生における関心の高まりを見せている分野である。健康の公平性を確保するための中心的な課題は、健康の不平等に寄与する社会構造が、公衆衛生組織によっても運用され、再生産されることである。言い換えれば、公衆衛生組織は、他のグループよりも特定のグループのニーズにより適切に対応できるように進化してきた。その結果、予防的介入を最も必要とする人々が、それを受ける可能性が最も低くなることが多い。また、介入は、しばしば無意識のうちに規範的なグループのニーズに合わせられているため、実際には不平等を悪化させる可能性がある。公衆衛生の研究と実践におけるバイアスを特定することは、公衆衛生の取り組みが健康の不平等を緩和し、悪化させないようにするために不可欠である。

### 組織

#### 世界保健機関(WHO)
世界保健機関(WHO)は、国際的な公衆衛生を担当する国連の専門機関である。機関の管理構造と原則を定めたWHO憲章は、その主要な目的を「すべての人々による達成可能な最高水準の健康」としている。WHOの広範な任務には、ユニバーサル・ヘルスケアの提唱、公衆衛生上のリスクの監視、健康上の緊急事態への対応の調整、人間の健康と幸福の促進などがある。WHOは、天然痘の根絶、ポリオのほぼ根絶、エボラワクチンの開発など、いくつかの公衆衛生の成果において主導的な役割を果たしてきた。現在の優先事項には、特にHIV/AIDS、エボラ、COVID-19、マラリア、結核などの感染症、心臓病やがんなどの非感染性疾患、健康的な食事、栄養、食料安全保障、労働安全衛生、物質乱用などがある。

#### その他
ほとんどの国には、多くの場合、保健省と呼ばれる、国内の健康問題を担当する独自の政府公衆衛生機関がある。
例えば、アメリカ合衆国では、州および地方の保健局が公衆衛生の取り組みの最前線に立っている。米国公衆衛生局(PHS)は、米国公衆衛生局長官が率いており、アトランタに本部を置く疾病対策予防センターとともに、国内の任務に加えて、国際的な健康活動にも関与している。

### 公衆衛生プログラム
ほとんどの政府は、疾病、障害、老化の影響やその他の身体的・精神的健康状態の発生率を低下させるための公衆衛生プログラムの重要性を認識している。しかし、公衆衛生は一般的に、医療と比較して政府の資金を大幅に少なく受けている。公衆衛生を改善するために、地方の保健機関と政府機関の協力が最良の実践と考えられているが、これを裏付けるために利用可能な証拠は限られている。予防接種を提供する公衆衛生プログラムは、コレラやポリオの発生率を大幅に減少させ、何千年もの間人類を苦しめてきた天然痘を根絶するなど、健康の促進に大きな進歩を遂げている。

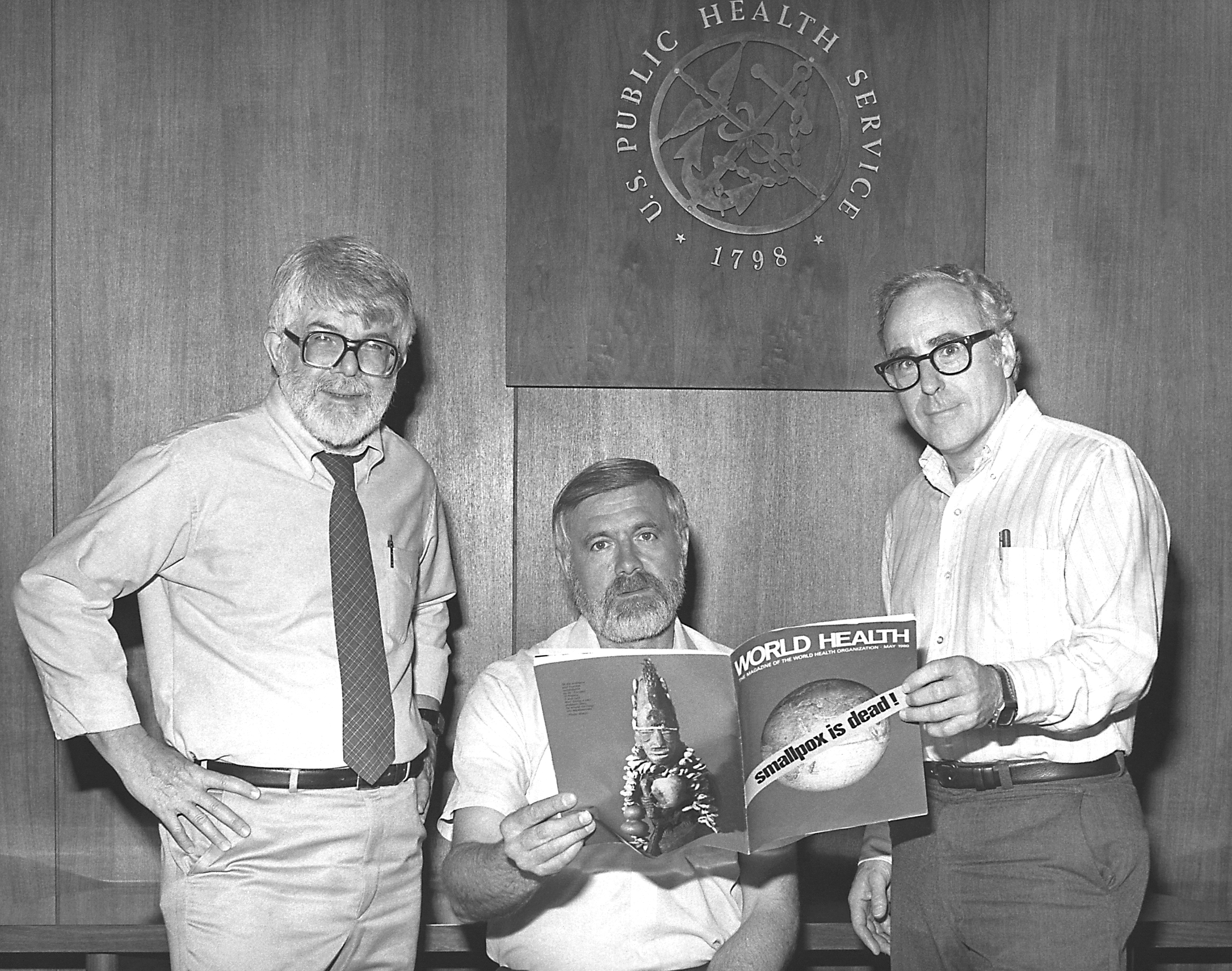
1980年、天然痘が世界的に根絶されたというニュースを読む世界天然痘根絶計画の3人の元ディレクター

世界保健機関(WHO)は、公衆衛生プログラムの中核的機能として以下を挙げている。
- 健康にとって重要な事項についてリーダーシップを発揮し、共同行動が必要な場合はパートナーシップを構築すること。
- 研究課題を設定し、有益な知識の生成、翻訳、普及（英語版）を促進すること。
- 規範や基準を設定し、その実施を促進・監視すること。
- 倫理的かつエビデンスに基づく政策の選択肢を明確にすること。
- 健康状況を監視し、健康動向を評価すること。

特に、公衆衛生サーベイランスプログラムは以下のことができる。
- 迫りくる公衆衛生上の緊急事態に対する早期警戒システムとして機能すること。
- 介入の影響を文書化したり、特定の目標に向けての進捗状況を追跡したりすること。
- 健康問題の疫学を監視・解明し、優先順位を設定し、健康政策（英語版）や戦略に情報を提供すること。
- コミュニティの健康問題や健康上の危険を診断、調査、監視すること。

### 行動変容
多くの健康問題は、不適応な個人の行動が原因である。進化心理学の観点から見ると、有害な新規物質の過剰摂取は、薬物、タバコ、アルコール、精製塩、脂肪、炭水化物などの物質に対する進化した報酬系の活性化によるものである。また、現代の交通機関などの新技術は、身体活動の減少を引き起こしている。研究によると、健康への影響を提示するだけでなく、進化的な動機を考慮することで、行動をより効果的に変えられることがわかっている。マーケティング業界は、製品を高い地位や他者への魅力と結びつけることの重要性を長い間認識してきた。映画は、公衆衛生のツールとしてますます認識されるようになっている。実際、健康に関する映画を特に推進するために、映画祭やコンペティションが設けられている。逆に、喫煙が他者に及ぼす有害で望ましくない影響を強調し、公共の場での喫煙禁止を課すことは、喫煙を減らすのに特に効果的であったと主張されている。

### 医療における応用
公衆衛生は、特定の集団レベルの介入の実施を通じて集団の健康の向上を図るだけでなく、以下を含む医療サービスに対する集団のニーズを特定・評価することで、医療にも貢献している。
- 現在のサービスを評価し、医療制度の目的を達成しているかどうかを判断すること。
- 医療専門家（英語版）、公衆、その他の利害関係者によって表明された要件を確認すること。
- 最も適切な介入を特定すること。
- 提案された介入のリソースへの影響を考慮し、その費用対効果を評価すること。
- 医療における意思決定と保健サービスの計画立案を支援し、必要な変更を含めること。
- 健康問題について人々に情報を提供し、教育し、エンパワーメントすること。

### 相反する目的
公衆衛生の促進と予防に関連するプログラムやポリシーの中には、議論の余地のあるものがある。その一つの例は、セーファーセックスキャンペーンや注射針交換プログラムを通じたHIV感染予防に焦点を当てたプログラムである。もう一つは、喫煙の規制である。多くの国では、喫煙を減らすための大規模な取り組みを実施しており、増税や一部または全ての公共の場での喫煙禁止などが含まれる。支持者は、喫煙が主要な死因の一つであるという証拠を示し、したがって政府は受動喫煙を制限し、喫煙の機会を減らすことで死亡率を下げる義務があると主張する。反対者は、これは個人の自由と個人の責任を損なうものであり、全体的な集団の健康の向上のために、州がますます多くの選択肢を取り除くよう奨励される可能性を懸念している。
心理学的研究は、公衆衛生に関する懸念と個人の自由に関する懸念との間の緊張関係を裏付けている。(i) COVID-19パンデミックの際、手洗い、マスクの着用、(必要不可欠な活動を除いて)自宅にとどまるなどの公衆衛生上の推奨事項に従う最良の予測因子は、人々が害を防ぐ義務を認識していることであったが、(ii) そのような公衆衛生上の推奨事項を無視する最良の予測因子は、平等よりも自由を重視することであった。
同時に、伝染病は歴史的にグローバルヘルスの最優先事項とされてきたが、非感染性疾患と、その背景にある行動関連のリスク因子は最下位に位置づけられてきた。しかし、これは変化しつつある。例えば、国連が2011年9月に非感染性疾患に関する初の総会特別サミットを開催したことからもわかる。

## グローバルな視点

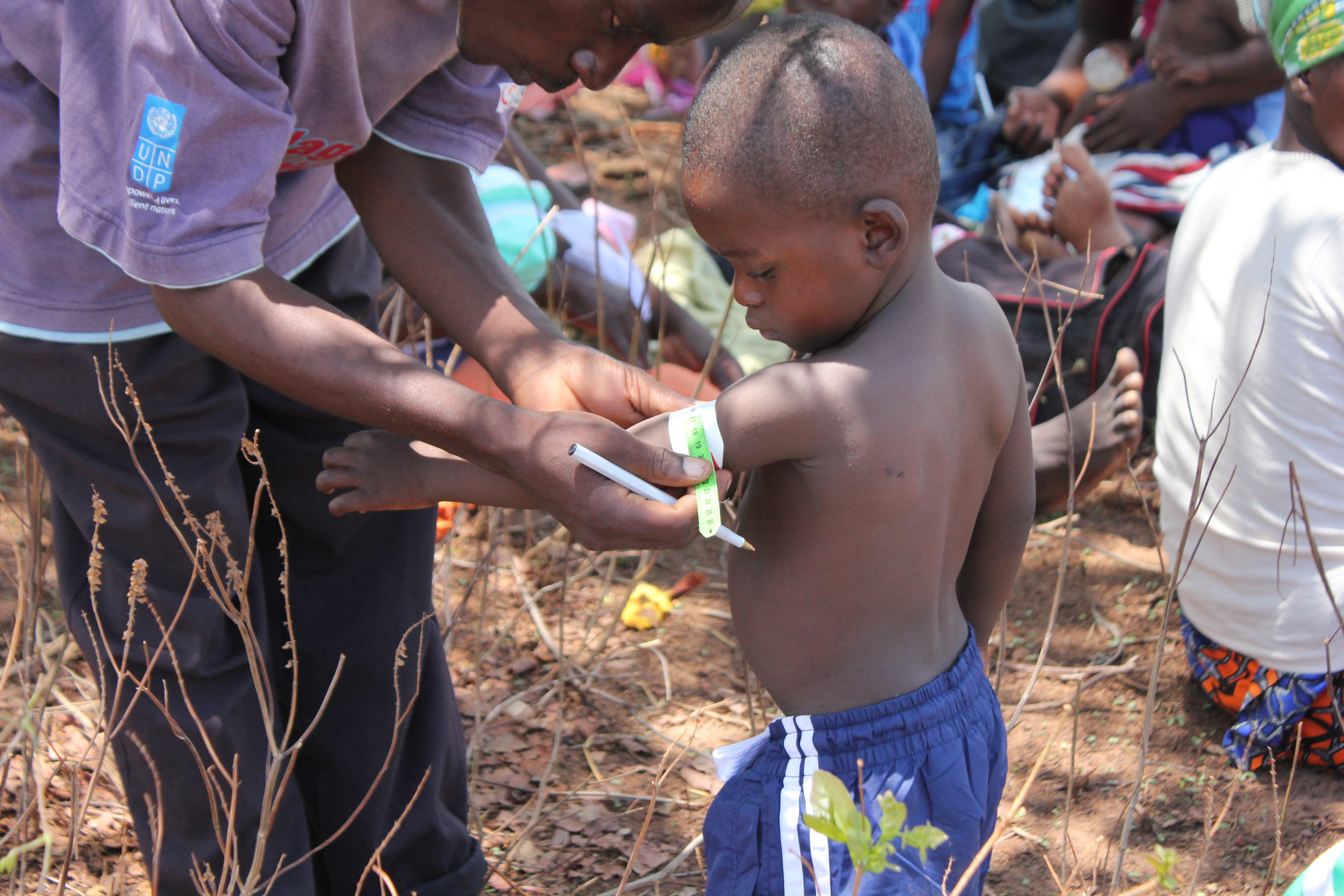
ジンバブエの村の保健ワーカーが小児科検診を行っている

### サービスとアクセスの格差
先進国と発展途上国の間、また発展途上国内においても、ヘルスケアと公衆衛生の取り組みへのアクセスには大きな格差が存在している。発展途上国では、公衆衛生のインフラがまだ形成段階にある。訓練を受けた医療従事者、資金的なリソース、場合によっては基本的な医療や病気予防を提供するのに十分な知識が不足しているかもしれない。その結果、発展途上国では、疾病と死亡の大部分が極度の貧困から生じ、それに寄与している。例えば、多くのアフリカの政府は、一人当たりの医療費に年間米ドル10ドル未満しか支出していないのに対し、アメリカ合衆国では、連邦政府が2000年に一人当たり約4,500ドルを支出した。ただし、医療費の支出を公衆衛生への支出と混同すべきではない。公衆衛生対策は、厳密な意味での「医療」とは一般的に見なされない可能性がある。例えば、自動車でのシートベルトの使用を義務付けることで、無数の命を救い、集団の健康に寄与することができるが、通常、このルールを施行するために使われる資金は、医療に使われる資金としてカウントされない。

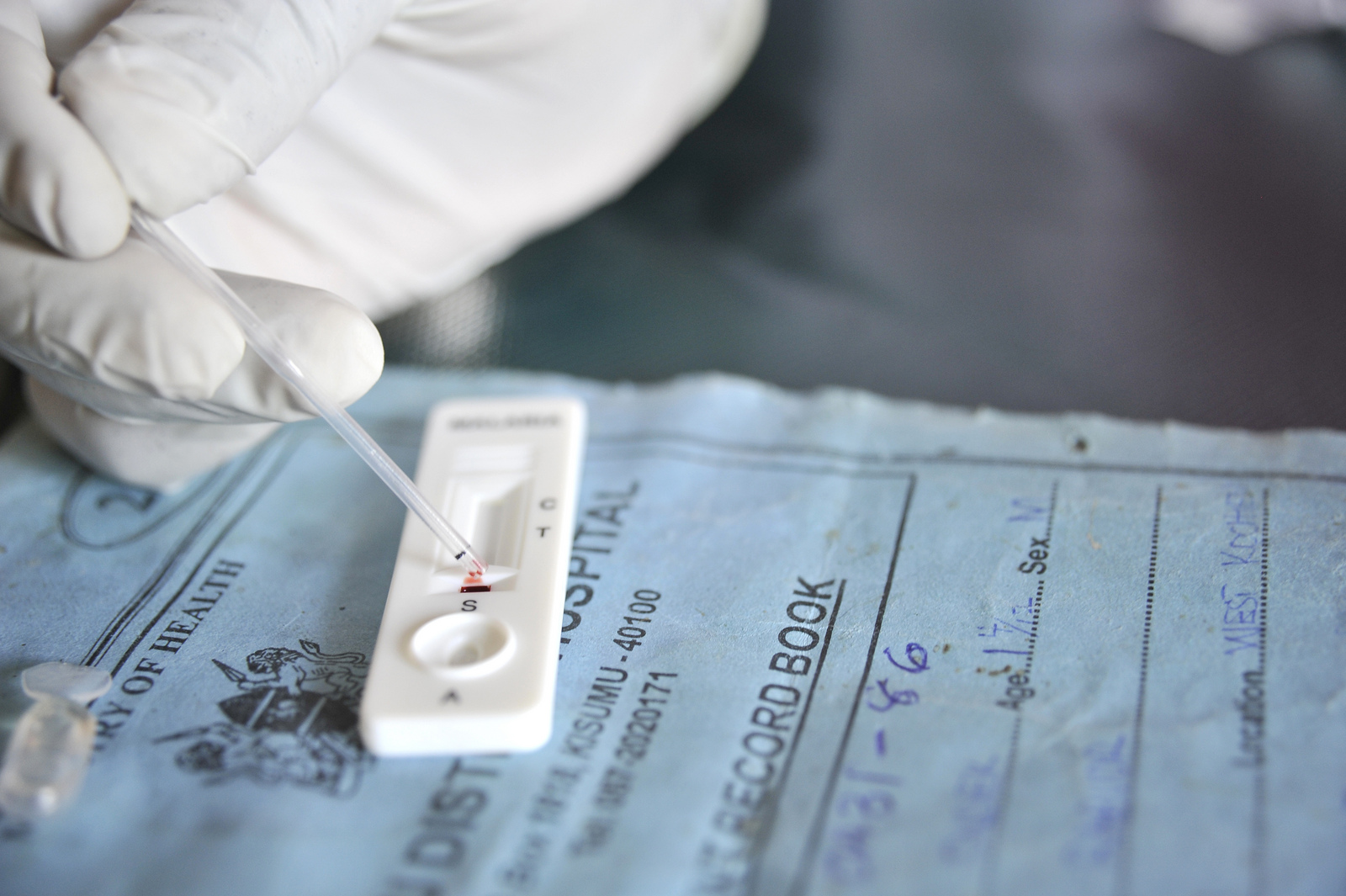
ケニアでのマラリア検査。予防と治療が可能であるにもかかわらず、マラリアは多くの発展途上国における主要な死因の一つである。

世界の大部分は、ほとんど予防または治療可能な感染症に苦しめられ続けている。しかし、それに加えて、多くの発展途上国では、疫学的転換と両極化を経験しており、平均寿命が延びるにつれて、慢性疾患の影響をより多く受けるようになり、貧しいコミュニティは慢性疾患と感染症の両方の大きな影響を受けている。発展途上国のもう一つの主要な公衆衛生上の懸念事項は、栄養失調と貧困に悪化された、母体と子供の健康の劣悪さである。WHOは、生後6ヶ月間の完全母乳育児の欠如が、毎年100万人以上の回避可能な子供の死亡に寄与していると報告している。マラリアの罹患と予防を目的とした、妊婦と幼児に対する間欠的予防療法は、流行国における公衆衛生対策の一つである。
1980年代以降、集団の健康の分野の発展により、公衆衛生の焦点は、個人の行動やリスク因子から、不平等、貧困、教育などの集団レベルの問題へと広がってきた。現代の公衆衛生は、しばしば集団全体の健康の決定要因に取り組むことに関心を持っている。健康は、階級、人種、所得、教育状況、居住地域、社会関係など、多くの要因によって影響を受けると認識されている。これらは「健康の社会的決定要因」として知られている。環境、教育、雇用、所得、食料安全保障、住宅、社会的包摂など、上流の原動力は、集団間および集団内の健康の分布に影響を与え、しばしば政策によって形作られる。社会における健康の社会的勾配が存在する。一般的に最も貧しい人々の健康状態が最も悪いが、中流階級でさえ、より高い社会的地位の人々よりも健康状態が悪い傾向にある。新しい公衆衛生は、公平な方法で健康を改善する集団ベースの政策を提唱している。
ヘルスケアセクターは、ヨーロッパで最も労働集約的な産業の一つである。2020年末には、社会福祉事業と合わせて、欧州連合で2100万人以上の雇用を占めていた。WHOによると、いくつかの国では、COVID-19パンデミック開始時に、保健・介護専門職が不足し、スキルの組み合わせが不適切で、地理的分布が不均等であった。これらの問題はパンデミックによって悪化し、公衆衛生の重要性を再認識させた。アメリカ合衆国では、公衆衛生への投資不足の歴史が、公衆衛生労働力と集団の健康への支援を弱体化させており、パンデミックによって公衆衛生従事者のストレス、精神的苦痛、職務不満足、離職が加速するはるか以前から存在していた。

### 発展途上国への保健援助

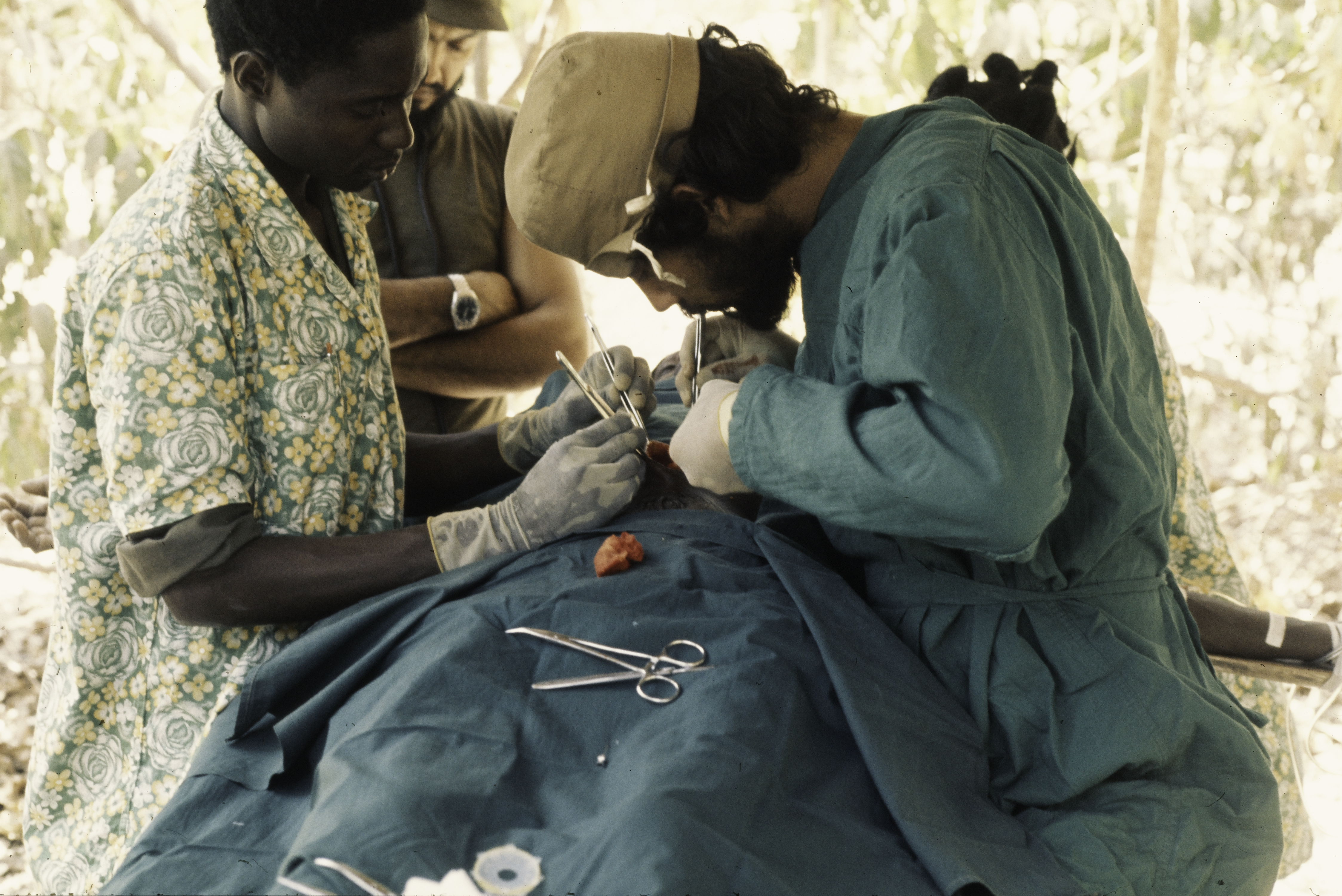
ギニアビサウでオープンエアオペを行うキューバ人医師。キューバはG8諸国を合わせたよりも多くの医療要員を発展途上国に派遣している。

発展途上国への保健援助は、多くの発展途上国にとって公衆衛生資金の重要な源泉となっている。第二次世界大戦後、グローバル化の結果としての疾病の蔓延に対する懸念が高まり、サハラ以南のアフリカでHIV/AIDSの流行が表面化したことから、発展途上国への保健援助は大幅に増加した。1990年から2010年にかけて、先進国からの保健援助の総額は55億ドルから268.7億ドルに増加し、裕福な国々は集団の健康改善を目的として毎年何十億ドルもの資金を絶え間なく寄付している。しかし、HIVなど、一部の取り組みは、他の分野と比べて著しく大きな割合の資金を受けており、2000年から2010年の間に60億ドル以上の増加を見せたが、これはその期間中の他のどの分野の増加よりも2倍以上であった。保健援助は、民間の慈善事業、非政府組織、ロックフェラー財団やビル&メリンダ・ゲイツ財団などの民間財団、二国間ドナー、世界銀行やユニセフなどの多国間ドナーなど、複数のチャンネルを通じて拡大してきた。その結果、ますます増加するイニシアチブやプロジェクトに対する、協調性のない分断された資金提供が急激に増加した。特に二国間開発機関や資金提供機関の間で、パートナー間のより良い戦略的協力と調整を促進するために、スウェーデン国際開発協力庁(Sida)は、ESSENCEの設立を主導した。これは、ドナー/資金提供者間の対話を促進し、相乗効果を特定できるようにするためのイニシアチブである。ESSENCEは、幅広い資金提供機関を一堂に集め、資金提供の取り組みを調整している。
2009年のOECDからの保健援助は124.7億ドルで、二国間援助全体の11.4%を占めた。2009年、多国間ドナーは援助総額の15.3%を公衆衛生の改善に充てていることが分かった。

#### 国際保健援助の議論
国際保健援助の有効性を問う議論が存在する。援助の支持者は、発展途上国が貧困の罠から抜け出すためには、裕福な国からの保健援助が必要だと主張する。保健援助の反対者は、国際保健援助は実際には発展途上国の開発過程を乱し、援助への依存を引き起こし、多くの場合、援助は受益者に届かないと主張する。例えば、最近では、保健援助は、抗レトロウイルス薬、殺虫剤処理済み蚊帳、新しいワクチンなどの新技術への資金提供などのイニシアチブに向けられた。これらのイニシアチブのプラスの影響は、天然痘とポリオの根絶に見ることができる。しかし、批評家は、資金の誤用や誤配置により、これらの取り組みの多くが達成されない可能性があると主張している。
健康指標評価研究所と世界保健機関に基づく経済モデリングでは、発展途上国への国際保健援助と成人死亡率の減少との関連が示されている。しかし、2014年から2016年の研究では、この結果の潜在的な交絡変数として、援助が既に改善の軌道に乗っていた国に向けられていた可能性があることが示唆されている。ただし、同じ研究では、10億ドルの保健援助が、2011年の0歳から5歳までの間に36万4000人の死亡減少と関連していることも示唆されている。

### 2030年に向けた持続可能な開発目標
世界の健康問題に取り組むための現在および将来の課題に対処するために、国連は、2030年までに達成すべき持続可能な開発目標を策定した。これらの目標は全体として、国家間の開発のあらゆる側面を網羅しているが、目標1～6は、主に発展途上国における健康格差に直接取り組んでいる。これら6つの目標は、グローバルな公衆衛生、貧困、飢餓と食料安全保障、健康、教育、ジェンダー平等と女性のエンパワーメント、水と衛生など、重要な問題に取り組んでいる。公衆衛生の担当者は、これらの目標を使用して、自分たちの課題を設定し、組織のより小規模な取り組みを計画することができる。これらの目標は、発展途上国が直面している疾病と不平等の負担を軽減し、より健康な未来につなげることを目的としている。持続可能な開発目標と公衆衛生の間には、数多くの、十分に確立されたつながりがある。

## 歴史

### 18世紀まで

ペストの第2次パンデミック(黒死病、1346年-1353年)の際の集団埋葬は、以前の慣行に基づいて災害に対する都市の対応を強化した。"The Chronicles of Gilles Li Muisis"(1272年-1352年)の挿絵。Bibliothèque royale de Belgique, MS 13076–77, f. 24v。

人類の文明の始まりから、コミュニティは、集団レベルで健康を促進し、疾病と戦ってきた。健康の定義やその追求方法は、集団が持つ医学的、宗教的、自然哲学的な考え方、持っているリソース、生活している状況の変化によって異なっていた。しかし、初期の社会で、しばしば帰せられる衛生上の停滞や無関心を示したものはほとんどなかった。後者の評判は、主に現代のバイオインジケーター、特に疾病伝播の細菌理論に照らして開発された免疫学的および統計学的ツールの不在に基づいている。
公衆衛生は、ヨーロッパでも産業革命への対応としても生まれたのではない。予防的な健康への介入は、歴史的なコミュニティが痕跡を残したほとんどどこでも証明されている。例えば、東南アジアでは、アーユルヴェーダ医学とその後の仏教が、バランスの取れた身体、生活、コミュニティを約束する職業上、食事上、性生活上の生活様式を育んだ。この考え方は、中国伝統医学にも強く存在している。マヤ、アステカ、アメリカの他の初期文明では、薬用植物市場の開催を含め、人口集中地域で衛生プログラムを追求した。また、オーストラリアの先住民の間では、一時的なキャンプであっても、水と食料源を保存・保護し、汚染と火災のリスクを減らすためのマイクロゾーニングを行い、ハエから人々を守るためのスクリーンを使用するなどの技術が一般的だった。

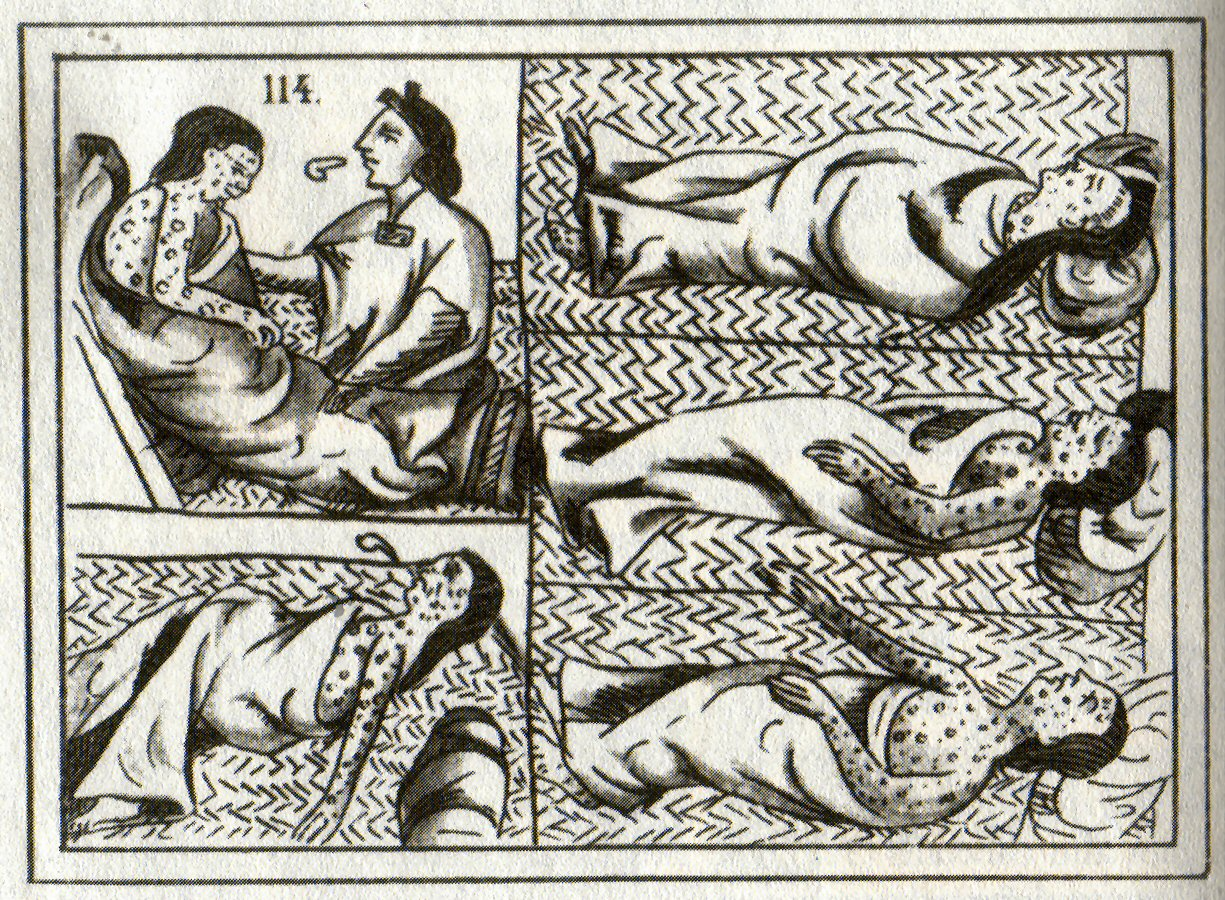
アステカの天然痘の犠牲者を描いた絵

ヒポクラテス、ガレノス、または体液の医学体系を採用した西ヨーロッパ、ビザンティン、イスラムの文明も、予防プログラムを育んだ。これらは、地形、風向き、日光への曝露などの地域の気候の質、人間と非動物の両方に対する水と食料の特性と利用可能性を評価することに基づいて開発された。医学、建築、工学、軍事マニュアルなどの多様な著者たちは、異なる起源と異なる状況下にあるグループにそのような理論をどのように適用するかを説明した。これは重要であった。なぜなら、ガレノス主義のもとでは、身体の構成は、その物質的な環境によって大きく形作られると考えられていたため、そのバランスを保つには、異なる季節や気候帯を移動する際に特定の生活様式が必要とされたからである。
複雑な、前工業化社会においては、健康リスクを軽減するために設計された介入は、さまざまな利害関係者の主導によるものだった可能性がある。例えば、ギリシアとローマの古代では、将軍たちは、20世紀までは大半の戦闘員が死亡した戦場の外でも、兵士の幸福のために備えることを学んだ。少なくとも西暦5世紀以降、東地中海と西ヨーロッパ全域のキリスト教修道院では、修道士と修道女が、寿命を延ばすために明示的に開発された、栄養価の高い食事を含む、厳格ではあるがバランスの取れた生活様式を追求した。また、王室、諸侯、教皇庁なども、しばしば移動することがあったが、同様に、占有する場所の環境条件に合わせて行動を適応させた。また、構成員にとって健康的だと考えられる場所を選択し、時にはそれらを改変することもあった。
都市では、住民と統治者は、幅広い 健康リスクに直面する一般大衆のために、対策を講じた。これらは、初期の文明における予防措置の最も持続的な証拠の一部を提供している。多くの場所で、道路、運河、市場などのインフラの維持管理や、ゾーニング政策が、明確に住民の健康を守るために導入された。中東のムフタスィブやイタリアの道路管理者などの役人は、罪、視覚的侵入、瘴気による汚染の複合的脅威と戦った。技術ギルドは、廃棄物処理の重要な主体であり、メンバー間の正直さと労働安全を通じて、害の軽減を促進した。公共の医師を含む医療従事者は、災害の予測と準備、道徳的な意味合いの強い病気とされたハンセン病患者と認識された人々の特定と隔離において、都市政府と協力した。近隣地域でも、周辺のリスクのある場所を監視し、職人による汚染や動物の所有者の怠慢に対して適切な社会的・法的措置を講じることで、地域住民の健康を守るのに積極的だった。イスラム教とキリスト教の両方で、宗教機関、個人、慈善団体も、巡礼者のためにも、井戸、噴水、学校、橋などの都市の施設を寄贈することで、道徳的・身体的な幸福を促進した。西ヨーロッパとビザンチンでは、コミュニティ全体のための予防措置と治療措置の両方として機能すると考えられていた宗教的な行列が一般的に行われていた。
都市住民やその他のグループは、戦争、飢饉、洪水、広範な疾病などの災害に対応するための予防措置も講じた。例えば、黒死病(1346年-53年)の最中とその後、東地中海と西ヨーロッパの住民は、大規模な人口減少に対して、一部は肉の消費や埋葬に関する既存の医学理論やプロトコルに基づいて、一部は新しいものを開発することで対応した。後者には、検疫施設や衛生委員会の設置が含まれ、その一部は最終的に定期的な都市(後に国家)の機関になった。その後の都市とその地域を守るための措置には、旅行者に健康パスポートを発行すること、地域住民を守るために警備員を配置して衛生的なコルドンを作ること、罹患率と死亡率の統計を収集することなどが含まれた。このような措置は、人間や動物の病気に関するニュースが効率的に広まる、より良い交通・通信ネットワークに依存していた。

### 18世紀以降
産業革命の開始とともに、労働者階級の生活水準は、混雑した非衛生的な都市環境により悪化し始めた。19世紀の最初の40年間だけで、ロンドンの人口は倍増し、リーズやマンチェスターなどの新しい工業都市では、さらに大きな成長率が記録された。この急速な都市化は、救貧院や工場の周りに建設された大規模な連担都市における疾病の蔓延を悪化させた。これらの居住地は狭く原始的で、組織的な衛生設備がなかった。病気は避けられず、住民の劣悪な生活習慣によって、これらの地域での病気の潜伏が助長された。住宅不足により、スラムが急速に拡大し、一人当たりの死亡率は警戒すべきレベルまで上昇し、バーミンガムとリバプールではほぼ倍増した。トマス・マルサスは、1798年に人口過剰の危険性を警告した。彼の考えは、ジェレミー・ベンサムの考えとともに、19世紀初頭の政府の中で非常に影響力を持つようになった。19世紀後半には、今後2世紀にわたる公衆衛生の改善の基本的なパターンが確立された。社会的弊害が特定され、民間の慈善家がそれに注意を向け、世論の変化が政府の行動につながったのである。18世紀には、イングランドで自発的な病院が急速に増加した。
予防接種の実践は、天然痘の治療におけるエドワード・ジェンナーの先駆的な業績に続いて、1800年代に始まった。ジェームズ・リンドによる船乗りの間での壊血病の原因の発見と、長距離航海での果物の導入による軽減は、1754年に発表され、この考えが王立海軍に採用されるきっかけとなった。また、より広い公衆に健康問題を周知させる努力もなされた。1752年、イギリスの医師であるジョン・プリングル卿は、『Observations on the Diseases of the Army in Camp and Garrison』を発表し、軍隊の兵舎での適切な換気の重要性と、兵士のための便所の設置を提唱した。

#### イングランドにおける公衆衛生法

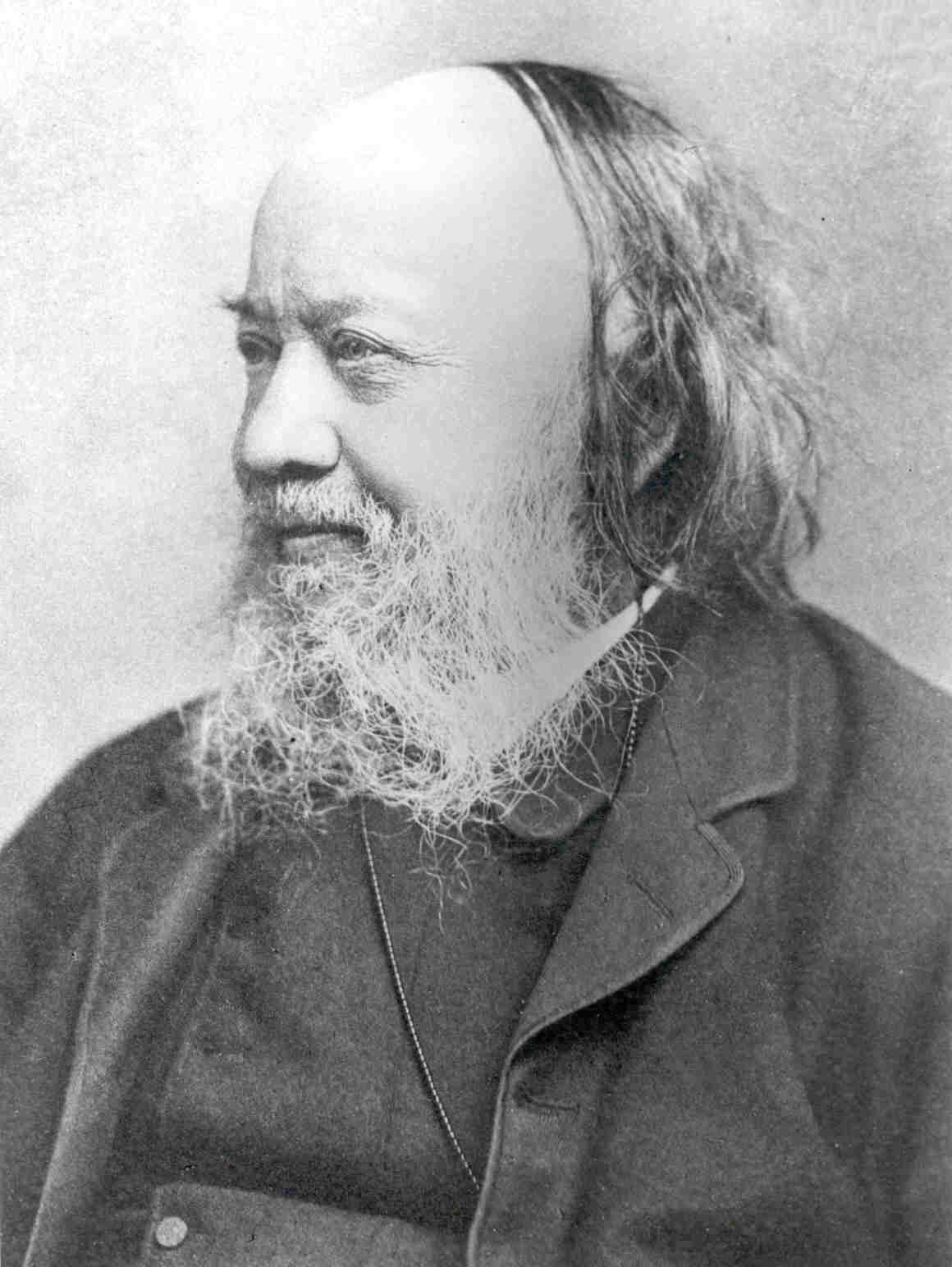
エドウィン・チャドウィック卿は、初期の公衆衛生運動に決定的な影響を与えた。

衛生改革と公衆衛生制度の確立への最初の試みは、1840年代に行われた。ロンドン熱病院の医師、トマス・サウスウッド・スミスは、公衆衛生の重要性について論文を書き始め、1830年代に救貧法委員会の証言のために最初に呼ばれた医師の一人であり、ニール・アーノットやジェームズ・フィリップス・ケイとともに証言を行った。スミスは、コレラや黄熱などの感染症の蔓延を制限するための検疫と衛生状態の改善の重要性について政府に助言した。
救貧法委員会は、1838年の報告で、「予防措置の採用と維持に必要な支出は、最終的には現在常に発生している病気のコストよりも少なくなるだろう」と報告した。それは、疾病の伝播を可能にする条件を緩和するための大規模な政府の工学プロジェクトの実施を勧告した。都市衛生協会は、1844年12月11日にロンドンのエクセター・ホールで結成され、イギリスにおける公衆衛生の発展を精力的に訴えた。その結成は、エドウィン・チャドウィック卿が議長を務め、イギリスの都市における劣悪で非衛生的な状況に関する一連の報告書を作成した都市衛生委員会の1843年の設立に続くものであった。
これらの国家的および地方的な運動は、1848年にようやく成立した1848年公衆衛生法につながった。この法律は、イングランドとウェールズの町や人口の多い場所の衛生状態を改善することを目的としており、中央機関として公衆衛生総局を置き、その下で単一の地方機関が水道、下水道、排水、清掃、舗装を管轄するようにした。この法律は、エドウィン・チャドウィックの働きかけに応じて、ジョン・ラッセル卿率いる自由党政権によって可決された。チャドウィックの画期的な報告書『労働者階級の衛生状態』は1842年に発表され、その1年後に補足報告書が発表された。この時期、ジェームズ・ニューランズは（リバプール特別区の都市衛生委員会が推進した1846年のリバプール衛生法の成立を受けて任命され）、リバプールで世界初の統合下水道システムを設計し（1848-1869年）、その後、ジョゼフ・バザルゲットがロンドンの下水道システムを作った（1858-1875年）。
1853年の種痘法は、イングランドとウェールズで天然痘の強制予防接種を導入した。1871年までに、任命された予防接種担当官が運営する包括的な登録システムが法律で義務付けられた。
その後の一連の公衆衛生法、特に1875年法によって、さらなる介入が行われた。改革には、下水道の建設、定期的なゴミ収集と焼却または埋立地での処分、清潔な水の供給、蚊の繁殖を防ぐための滞水の排水などが含まれた。
1889年感染症（届出）法は、感染症を地方衛生当局に報告することを義務付け、地方衛生当局は患者の病院への移送や家屋の消毒などの措置を講じることができるようになった。

#### 他国の公衆衛生法

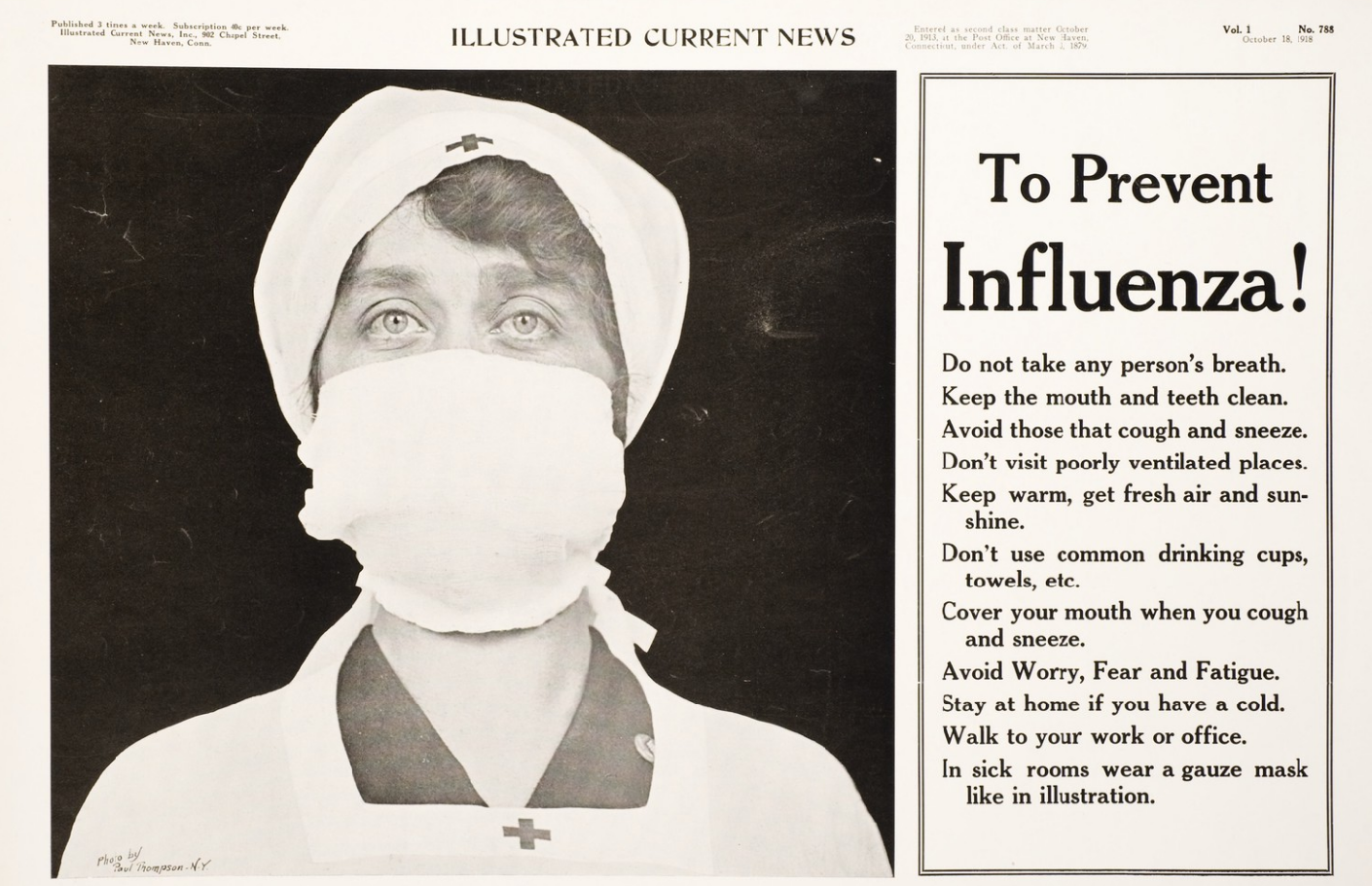
1918年インフルエンザ大流行時のコネチカット州ニューヘイブンにおける歴史的な公衆衛生勧告の例

アメリカ合衆国では、1866年にニューヨーク市で、州衛生局と地方衛生委員会をベースにした最初の公衆衛生機関が設立された。
ワイマール共和国時代のドイツでは、国は多くの公衆衛生の大惨事に直面した。ナチス党は、Volksgesundheit（ドイツ語で「国民の公衆衛生」の意味）によって医療を近代化することを目標としていた。この近代化は、成長分野である優生学と、個人の健康よりも集団の健康を優先する措置に基づいていた。第二次世界大戦の終結は、人体実験に関する一連の研究倫理であるニュルンベルク綱領につながった。
日本では明治の文明開化以降の近代的な「公衆衛生」に相当する概念としては、当時医学の諸制度はドイツに倣っていたことが多かったため、独流のHygiene（衛生または衛生学）やイギリスの制度を模倣して導入されていった。1874年（明治7年）に医制が公布され各地方に医務取締を設置、その後1879年（明治12年）には中央衛生会（地方には衛生課）を設置、公選によって衛生委員が置かれる、といった民主的な体制を布いた。1892年（明治25年）7月にはペスト菌発見者のひとりとされる北里柴三郎が中央衛生会委員として専任される。1893年（明治26年）には、これらの機能を警察部に移管、上意下達式となる。これは、中央集権型政治体制に移行してきたこととともに、当時の急速な感染症拡大へ対応を素早くとりたい意図もあった。1937年（昭和12年）には保健所法が公布された。
柳沢によれば、後述する国立公衆衛生院院長の古屋は、公衆衛生の定義を次のように述べている。「公衆衛生とは、公衆団体の責任に於いて、われらの生命と健康とを脅かす社会的並びに医学的原因の除き、かつわれらの精神的及び肉体的能力の向上をはかる学問及び技術である」戦後は、日本国憲法に基づいて1947年に保健所法が大幅に改正され保健所政令市制度が導入された。現在は地域保健法となっている。

#### 疫学

初期の疫学者ジョン・スノウは、ロンドンでコレラ感染クラスターを地図に示した。

疫学の科学は、ロンドンでの1854年のコレラの流行の原因として汚染された公共の井戸を特定したジョン・スノウによって確立された。スノウは、当時支配的だった瘴気説ではなく、細菌説を信じていた。地元住民に話を聞くことで（ヘンリー・ホワイトヘッド師の助けを借りて）、彼は流行の原因がブロード・ストリート（現在のブロードウィック・ストリート）にある公共の水汲み場であることを突き止めた。スノウによるブロード・ストリートの水汲み場の水サンプルの化学的・顕微鏡的検査では、その危険性を決定的に証明できなかったが、彼の病気のパターンに関する研究は十分に説得力があり、地方議会に井戸のハンドルを取り外して閉鎖するよう説得するのに十分であった。
スノウはその後、コレラ症例がポンプの周りに集中していることを示すためにドットマップを使用した。また、水源の質とコレラ症例の関連を示すために統計を用いた。彼は、サウスワークおよびヴォクスホール水道会社がテムズ川の汚水に汚染された区間から水を取水し、家庭に供給していたため、コレラの発生率が上昇していることを示した。スノウの研究は、公衆衛生と地理学の歴史における主要な出来事であった。それは、疫学の科学の創始的事件と見なされている。

#### 感染症の制御

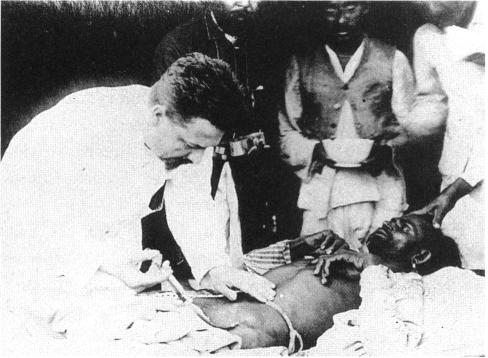
ポール・ルイ・シモンが1898年にカラチでペストワクチンを接種している

フランスの化学者ルイ・パスツールとドイツの科学者ロベルト・コッホによる細菌学の先駆的な業績により、20世紀の変わり目に、特定の疾病の原因となる細菌を分離し、ワクチンを開発する方法が開発された。イギリスの医師ロナルド・ロスは、蚊がマラリアを媒介することを突き止め、この病気に対処するための基礎を築いた。ジョゼフ・リスターは、感染を排除するために消毒剤を使用した手術を導入し、外科に革命をもたらした。フランスの疫学者ポール・ルイ・シモンは、ペストがネズミの背中のノミによって運ばれることを証明し、キューバの科学者カルロス・J・フィンレーと米国のウォルター・リードとジェームズ・キャロルは、蚊が黄熱の原因となるウイルスを運ぶことを証明した。ブラジルの科学者カルロス・シャガスは、ある熱帯病とそのベクターを特定した。

### 現代
公衆衛生に関する出来事で以下のようなものがあった。
- BSE（Bovine Spongiform Encephalopathy）牛海綿状脳症又は伝達性海綿状脳症。
- 重症急性呼吸器症候群（SARS、Severe Acute Respiratory Syndrome）サーズと発音する。新型肺炎。
- トリインフルエンザ（高病原性トリインフルエンザ、旧称家禽ペスト、Orthomyxoviridae Influenza virus A）
  - 2004年2～3月猛威をふるう。
  - 関係府県の情報は、二転三転した。正確な情報を消費者に伝えることができなかった。
  - 関係府県の情報の発表が後手後手に回った。BSEの反省を全く生かせていなかった。
- アスベスト問題（石綿問題）
- たばこ規制枠組条約（2005年2月27日締結の多数国間条約。世界初の公衆衛生分野における条約[146]
- 健康増進法の制定（2002年8月2日）
- 2009年新型インフルエンザ（豚由来インフルエンザ、Pandemic 2009H1N1）
  - 2009年1月～2010年3月猛威をふるう。
- 新型コロナウイルス感染症 (2019年)

## 社会と文化

### 教育と訓練
公衆衛生の専門家の教育と訓練は、公衆衛生大学院、医学部、獣医学部、看護学部、公共政策大学院など、世界中で行われている。その訓練には、通常、生物統計学、疫学、保健サービス管理学、保健政策、健康教育、行動科学、ジェンダー問題、性と生殖に関する健康、公衆栄養学、労働衛生および環境衛生学などの中核的な分野に重点を置いた大学の学位が必要とされる。
グローバルな文脈では、公衆衛生教育の分野は、世界保健機関や世界銀行などの機関の支援を受けて、近年大きく発展してきた。業務構造は戦略的原則によって策定され、教育と職業のパスは能力の枠組みによって導かれ、すべてが地域、国、世界の現実に応じて調整される必要がある。各国が公衆衛生の人的資源ニーズを評価し、その能力を発揮できるようにすること、そして他国に供給を依存しないことが、人口の健康にとって極めて重要である。

#### 日本の教育機関
1938年（昭和13年）より、国立保健医療科学院の前身である国立公衆衛生院が公衆衛生技術者の養成訓練と公衆衛生に関する機関として事業を行ってきた。太平洋戦争降伏後、連合国軍最高司令官総司令部のもと、アメリカ教育使節団報告書の勧告により、全国の医学部に公衆衛生の講座が設置された。1999年（平成11年）、文部省21世紀医学・医療懇談会で公衆衛生分野の大学院修士課程設置の答申が出された。翌年より専門大学院制度が始まり、京都大学大学院に日本で最初の公衆衛生大学院である医学研究科社会健康医学系専攻が設置された。

#### 公衆衛生大学院：アメリカの視点
アメリカ合衆国では、1915年のウェルチ・ローズ報告書は、ロックフェラー財団の支援を受けた公衆衛生大学院の設立につながったため、公衆衛生と医学の間の制度的分裂の歴史における重要な運動の基礎と見なされてきた。この報告書は、ジョンズ・ホプキンズ・ブルームバーグ公衆衛生大学院の創設学部長であるウィリアム・ウェルチと、ロックフェラー財団のウィックリフ・ローズによって執筆された。報告書は、実践的な教育よりも研究に重点を置いていた。ロックフェラー財団が1916年に公衆衛生大学院の設立を支援することを決定したことを、公衆衛生と医学の分裂を生み出し、疾病のメカニズムに関する医学の実験室での調査と、健康と幸福に対する環境的・社会的影響に関する公衆衛生の非臨床的関心との間の断絶を正当化したと非難する人もいる。
公衆衛生大学院は、カナダ、ヨーロッパ、北アフリカですでに設立されていたにもかかわらず、アメリカ合衆国は依然として医療機関内に公衆衛生学部を設置するという伝統的なシステムを維持していた。実業家のサミュエル・ゼマーレイからの25,000ドルの寄付により、1912年にテュレーン大学公衆衛生・熱帯医学大学院が設立され、1914年に初の公衆衛生学博士号を授与した。イェール大学公衆衛生大学院は、1915年にチャールズ・エドワード・エイモリー・ウィンスローによって設立された。ジョンズ・ホプキンズ衛生・公衆衛生大学院は1916年に設立され、公衆衛生の研究と訓練のための独立した学位授与機関となり、アメリカ最大の公衆衛生訓練施設となった。1922年までに、ホプキンスモデルに基づいてコロンビア大学とハーバード大学に公衆衛生大学院が設立された。1999年までに、アメリカには29の公衆衛生大学院があり、約1万5千人の学生が在籍していた。
長年にわたって、学生のタイプと提供される訓練も変化してきた。初期には、公衆衛生大学院に入学する学生は、通常すでに医学の学位を取得しており、公衆衛生大学院での訓練は、主に医療専門家のための第二の学位だった。しかし、1978年には、公衆衛生大学院に入学したアメリカ人学生の69%が学士号のみを持っていた。

#### 公衆衛生の学位

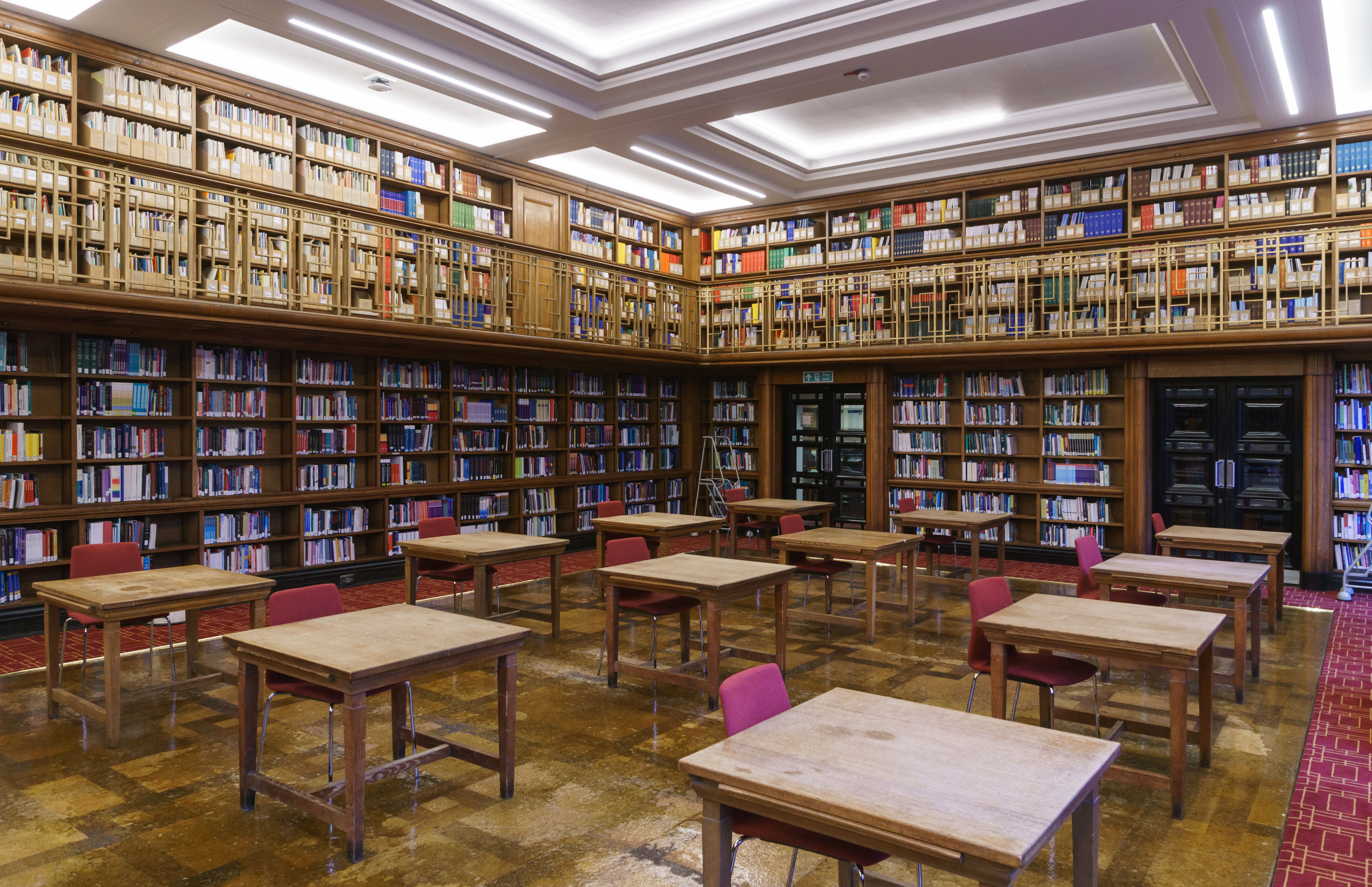
ロンドン大学衛生・熱帯医学大学院は、英語圏最古の公衆衛生大学院である。

公衆衛生大学院が提供する学位は、一般的に専門職か学術の2つのカテゴリーに分類される。2つの主要な大学院の学位は、公衆衛生学修士(MPH)または公衆衛生学の理学修士(MSPH)である。この分野の博士課程には、公衆衛生学の公衆衛生学博士(DrPH)と、より広範な公衆衛生分野の哲学博士(PhD)がある。DrPHは専門職学位、PhDはより学術的な学位と見なされている。
専門職学位は、公衆衛生の現場での実践に重点を置いている。公衆衛生学修士、公衆衛生学博士、保健科学博士(DHSc/DHS)、医療管理学修士は、保健局、マネージドケア、コミュニティベースの組織、病院、コンサルティング会社などで公衆衛生の実践者としてのキャリアを求める人々を対象とした学位の例である。公衆衛生学修士号は、大きく2つのカテゴリーに分けられる。公衆衛生実践の科学的基礎としての疫学と統計学の理解により重点を置くものと、より幅広い方法論を含むものである。公衆衛生学の理学修士号は、MPHと似ているが、学術的学位（専門職学位とは対照的に）と見なされ、科学的方法と研究により重点を置いている。DrPHとDHScの間にも同様の区別がある。DrPHは専門職学位、DHScは学術的学位と考えられている。
学術的学位は、公衆衛生と予防医学の科学的基礎に関心を持ち、研究、大学院プログラムでの大学教育、政策分析と開発、その他の高度な公衆衛生の職を追求することを希望する人々に向けられている。学術的学位の例としては、理学修士、哲学博士、理学博士(ScD)、保健科学博士(DHSc)などがある。博士課程は、高度な科目と学位論文研究プロジェクトの性質と範囲によって、MPHや他の専門職プログラムと区別される。

### 著名人
- ジョン・グラント（英語版） (1620–1674) イギリスの市民科学者で、疫学の基礎を築いた[163]。
- エドワード・ジェンナー (1749–1823) 世界初のワクチンである天然痘ワクチンを開発。しばしば「免疫学の父」と呼ばれる。
- ベンジャミン・ウォーターハウス (1753–1846) 天然痘ワクチンをアメリカに導入。
- レミュエル・シャタック（英語版） (1793–1859) アメリカの公衆衛生の「建築家」「予言者」と称された[164]。
- ジョン・スノウ (1813-1858) 「現代疫学の父」[165]。
- ジョゼフ・ウィリアム・バザルゲット卿（英語版） (1819–1891) 1858年の大悪臭を受けて中央ロンドンの下水道網（英語版）を整備。これはコレラの流行から都市を救うのに効果的だった[166]。
- ルイ・パスツール (1822–1895) 病気の原因と予防の理解の基礎となる研究を行った。
- ロベルト・コッホ (1843–1910) 自らの発見を用いて、細菌が「特定の病気の原因となる」ことを確立し[167]、病気の細菌説の直接の証拠を提供したため、公衆衛生の科学的基盤を構築し[168]、数百万の命を救った[169]。
- チャールズ・V・チャピン（英語版） (1856–1941) 公衆衛生の提唱者・研究者。アメリカにおいて「公衆衛生の質の基礎を築いた」と評価される[170]。
- サラ・ジョセフィン・ベイカー（英語版） (1873–1945) 「子どもと母親の健康に貢献した人物」[171]。
- ノラ・ワッティ（英語版） (1900–1994) グラスゴーの最貧スラム地域で、公衆衛生サービスと衛生設備の発展、女性と子供の健康改善のための教育をリードし、OBEを受章[172]。
- ジョナス・ソーク (1914–1995) 最初のポリオワクチンの1つを開発し、義務ワクチン接種を精力的にキャンペーン。
- ルース・ヒューネマン（英語版） (1910–2005) 1960年代にバークレーの10代の食事と運動の習慣を研究し、小児肥満（英語版）の研究のパイオニアとなった[173]。
- エドモンド・フェルナンデス（英語版） (1990-) インドおよび世界中で栄養失調の負担を終わらせるための概念実証を示した[174]。
- ディリップ・マハラナビス（英語版） - 独立戦争の間にORSを発展させ、活用して何千もの命を救ったと評価されている。

## 各国の例

### カナダ
カナダでは、カナダ公衆衛生局が公衆衛生、緊急事態への準備と対応、感染症および慢性疾患の管理と予防を担当する国の機関である。

### キューバ
1959年のキューバ革命以来、キューバ政府は、全国民へのヘルスケアへのユニバーサルアクセスを通じて、全国民の健康状態の改善に多大なリソースを投入してきた。乳児死亡率は急激に低下した。キューバ医療の国際主義政策により、キューバ政府は、特にベネズエラをはじめとするラテンアメリカ諸国やオセアニア、アフリカ諸国などの医療を必要とする国々に、援助や輸出の一形態として医師を派遣してきた。

### コロンビアとボリビア
公衆衛生は、ラテンアメリカの他の国々でも、国家権力を強化し、周縁化された住民を国民国家に統合するために重要であった。コロンビアでは、公衆衛生は市民権の概念を創出し実施するための手段であった。ボリビアでも、1952年の革命後に同様の動きがあった。

### ガーナ

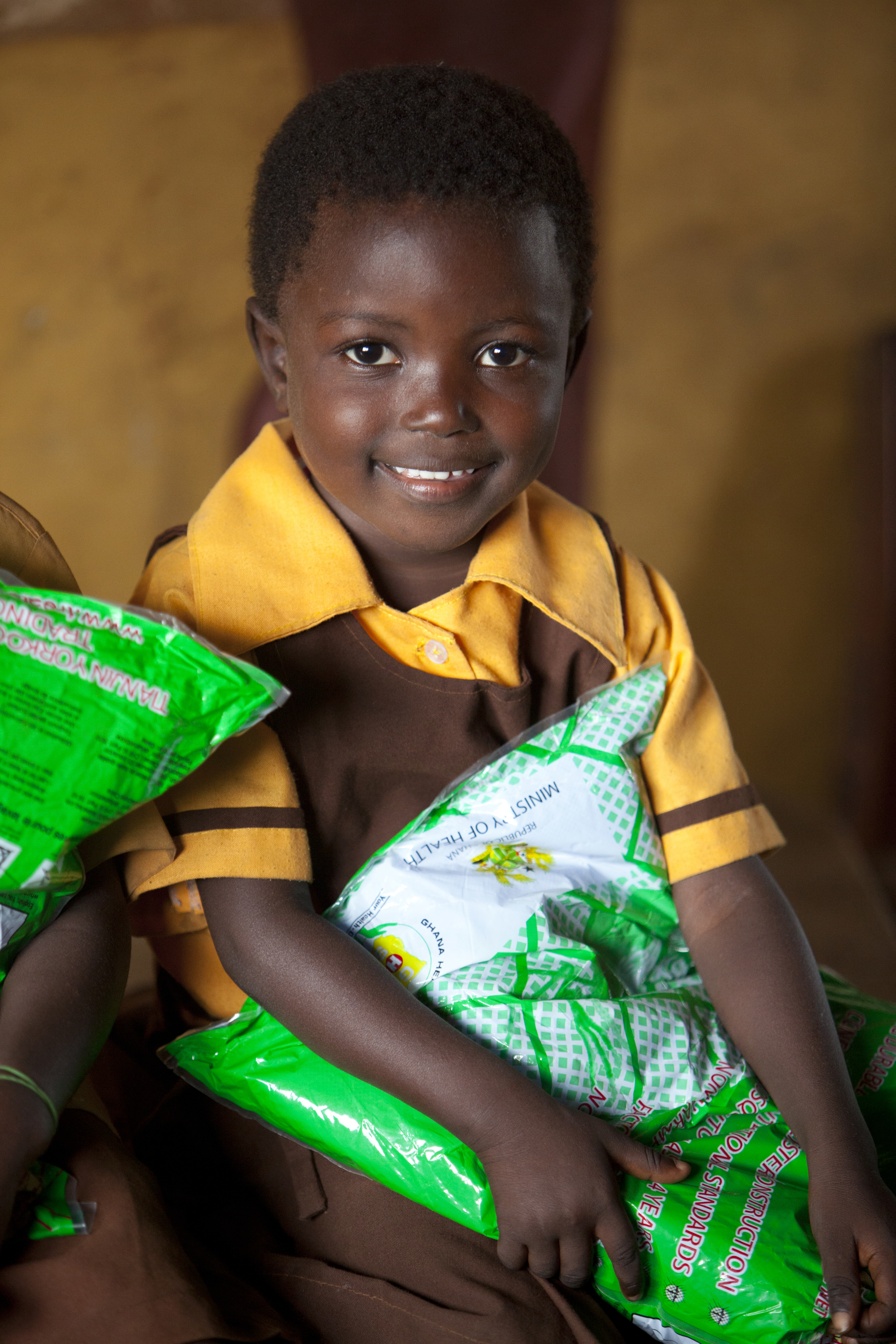
ガーナの子供たちは、マラリアを媒介する蚊への曝露を防ぐために、殺虫剤処理済みの蚊帳を受け取る。

マラリアは治療可能で予防可能であるにもかかわらず、依然としてガーナにおける主要な公衆衛生上の問題であり、死因の第3位となっている。ワクチン、蚊の駆除、抗マラリア薬へのアクセスがない状況では、公衆衛生的手法がマラリアの有病率と重症度を低下させるための主要な戦略となる。これらの方法には、蚊の発生源の削減、ドアや窓の防虫網、殺虫剤の散布、感染後の迅速な治療、殺虫剤処理済み蚊帳の使用などがある。殺虫剤処理済み蚊帳の配布と販売は、一般的で費用対効果の高いマラリア対策の公衆衛生的介入であるが、コスト、世帯や家族の構成、資源へのアクセス、社会的・行動的決定要因など、使用の障壁が存在し、それらはマラリアの有病率だけでなく蚊帳の使用にも影響を与えることが示されている。

### フランス
1870年から第一次世界大戦までの間に、フランスの死亡率は他のヨーロッパ諸国と比較して極めて緩やかにしか低下しなかった。この原因は、他の要因の中でも特に急速な人口成長と農業生産性の停滞によって説明できる。
第三共和政以降、平均寿命は著しく伸び、1850年に1,000人あたり100人だった乳児死亡率は、1950年には1,000人あたり50人まで低下した。

### メキシコ
メキシコの公衆衛生は、世界保健機関やパンアメリカン保健機関などの国際機関と提携して発展した分野である。メキシコ国内の健康リスクの一部は、特定の地理的地域と関連している。社会格差や先住民の高い割合を持つ地域では、死亡率や罹患率が高い。
保健省(Secretaría de Salud)は、一般市民の教育、栄養、衛生などの課題に取り組んでいる。ワクチン接種率は高く、予防可能な病気のほとんどが撲滅に近い。メキシコは世界有数の麻疹ワクチン接種率を誇る。

### アメリカ合衆国
アメリカ公衆衛生局は、連邦政府の制服組織であり、公衆衛生局長官が指揮を執る。公衆衛生局長官は、保健福祉省長官の指揮下にある。公衆衛生局は、6,500人以上のコミッションドコーの職員と6,000人以上の民間の職員で構成されている。
公衆衛生局はアメリカ最古の連邦医療プログラムであり、1798年にさかのぼる。1798年、ジョン・アダムズ大統領は、商船の病気の船員の世話をするための病院と救貧院の設置を認める法律に署名した。 最終的に公衆衛生局はこの活動から発展した。
アメリカ合衆国には、公衆衛生に対する政府の資金提供のための一貫したシステムがなく、連邦、州、地方レベルのさまざまな機関やプログラムに依存している。 1960年から2001年の間、アメリカ合衆国の公衆衛生支出は、州および地方政府の支出の増加に基づいて増加する傾向にあり、公衆衛生支出全体の80〜90%を占めていた。アメリカ合衆国における公衆衛生支援の支出は2002年にピークに達し、その後の10年間で減少した。2007年から2008年の世界金融危機の間に行われた州の公衆衛生予算の削減は、その後の年にも回復しなかった。 2012年時点で、米国医学研究所の委員会は、アメリカ合衆国は臨床ケアに比べて公衆衛生に不釣り合いに多くの支出を行っており、「国民の健康を改善するための効率的で効果的なアプローチを提供する人口ベースの活動」を無視していると警告した。2018年現在では、政府の医療支出の約3%が公衆衛生と予防に向けられていた。この状況は、「不均等なパッチワーク」や「慢性的な資金不足」と表現されている。 COVID-19パンデミックは、アメリカ合衆国の公衆衛生システムの問題と、公衆衛生とその公共財としての重要な役割に対する理解の欠如に注目を集めたと考えられている。